# حملة الفقراء الصليبية
حَمْلَةُ الْفُقَرَاءِ الصَّلِيبِيَّةِ أو  الْحَمْلَةُ الصَّلِيبِيَّةُ الشَّعْبِيَّةُ أو  حَمْلَةُ الْفَلَّاَحَيْن الصَّلِيبِيَّةَ أو مَجْمُوعَةُ الْعَامَّةِ الصَّلِيبِيَّةِ أو حَمْلَةُ الْعَامَّةُ الصَّلِيبِيَّةِ، هي أولى الحملات الصليبيَّة، وأكبر وأشهر حملة شعبيَّة نُظِّمت وأحسنُها توثيقًا. انطلقت قبل الحملة الصليبيَّة الأولى، ويعتبرها البعض جُزءًا مُتمِّمًا لها، بينما يراها آخرون حملةً مُنفصلةً عنها. سُمِّيت بِحملة الفُقراء أو الحملة الشعبيَّة نظرًا لِأنَّ جميع من شارك فيها كان من عوام الناس، وأكثرهم من الفُقراء والمساكين والفلَّاحين الذين رغبوا بِهجر ديارهم والذهاب إلى الديار المُقدَّسة طمعًا في حياةٍ أفضل، أو لِغسل ذُنُوبهم وآثامهم، أو حُبًّا في تحرير القبر المُقدَّس من المُسلمين. وتُسمَّى بِالشعبيَّة أيضًا تمييزًا لها عن حملات النُبلاء والأُمراء الأكثر تنظيمًا والأفضل تسليحًا وتمويلًا.
انتظمت هذه الحملة وتشكَّلت بِقيادة كاهنٍ إفرنجيّ يُدعى «بُطرس الأمياني» (بالفرنسية: Pierre d’Amiens) واشتهر باسم «بُطرس الناسك» (بالفرنسية: Pierre l'Ermite)، وهو من دُعاة البابا أوربان الثاني الداعي إلى المسير نحو الديار المُقدَّسة واستخلاصها من أيدي المُسلمين، فهجر بُطرس الدير وراح يتجوَّل في أنحاء شمال شرقيّ فرنسا ولوثرنجية داعيًا إلى حملة البابا، واستقطب مظهره الرث، وحماره الأعرج وفصاحته، الفُقراء في كُلِّ مكان. ولم يلتزم هؤلاء بِالموعد الذي حدَّده البابا لِخُرُوج الحملة، أي يوم 15 آب (أغسطس) 1096م المُوافق فيه 22 شعبان 489هـ، فخرجوا قبل ذلك على شكل مجموعاتٍ مُصطحبين معهم نساءهم وأولادهم واليسير من المُؤن والسلاح، كالعصيّ والسكاكين والسُيُوف الخشبيَّة، وتوقعوا حُدُوث المُعجزات والنصر على المُسلمين بِعون الملائكة. وكان أوَّل الخارجين مُساعد بُطرس الناسك، وهو فارسٌ إفرنجيٌّ فقير اشتهر باسم «ولتر المُفلس» (بالفرنسية: Gautier Sans-Avoir)، فسار على رأس من اجتمع عليه على طول نهر الطونة (الدانوب) وانحدروا جنوبًا باتجاه القُسطنطينيَّة، وتبعهم بُطرس الناسك وجماعته بعد فترةٍ قصيرة.
بِالإضافة إلى الإفرنج، وصلت أصداء دعوة بُطرس الناسك ومن خلفه البابا إلى الإمارات الألمانيَّة، فنهض أحد النُبلاء وهو القُمَّسُ «أمِتش  الليننجي» (بالألمانية: Emicho der Leiningen) وانضمَّ إليه راهبان أحدهُما يُدعى الراهب ڤُلكمار (بالألمانية: Volkmar) والآخر الراهب گُتشلك (بالألمانية: Gottschalk)، وساروا بِنيَّة الالتحاق بِالصليبيين الفرنجة والزحف إلى بيت المقدس، وأوقعوا بِيهود بلاد الرَّين مذابح مُروِّعة، على أساس أنَّهم مُرابين استغلاليين وقتلة المسيح وأعدائه، ولم يسلم منهم إلَّا من تنصَّر. ولم تنجح الجحافل الألمانيَّة بِالوُصُول إلى القُسطنطينيَّة بسبب ما افتعله الصليبيُّون من استفزازاتٍ وتخريباتٍ وقتلٍ لِلمدنيين العُزَّل في بلاد المجر، فقام في وجههم الملك المجري كولومان بن گزاي، وفتك بِمُعظمهم، وعاد الباقين إلى بلادهم. أمَّا بُطرس الناسك وولتر المُفلس فقد وصلا إلى القُسطنطينيَّة، فاستقبلهما الإمبراطور البيزنطي ألكسيوس الأوَّل كومنين، وسارع إلى نقل جيشيهما عبر مضيق البوسفور إلى آسيا خاصَّةً بعدما أخذ الصليبيُّون يعتدون على القُرى والبلدات الروميَّة.
تقابل الصليبيُّون بُعيد عُبُورهم مع المُسلمين بِقيادة السُلطان السُلجُوقي قلج أرسلان بن سُليمان، فحلَّت بِالإفرنج سيئي الاستعداد وعديمي الخبرة العسكريَّة كارثةٌ كُبرى، فقضى عليهم المُسلمون وأفنوا ثلاثة أرباع الجيش، ووقع بِالأسر قسمٌ من الذين نجوا، في حين تمكَّنت فئة قليلة من الهرب، فكانت تلك نهاية حملة الفُقراء الصليبيَّة، بعد أن دامت بضع شُهُورٍ فقط.

## الخلفية
يُجمع المُؤرخون على أنَّ لِلحملات الصليبيَّة، وبِالأخص الحملة الصليبيَّة الأولى، جُملة أسبابٍ منها ما يتعلَّق بِالأوضاع الدينيَّة والاجتماعيَّة والاقتصاديَّة لِأوروپَّا الغربيَّة، ومنها ما يتعلَّق بِالعلاقات الإسلاميَّة المسيحيَّة في المشرق العربي والأناضول.

### الأسباب الدينيَّة

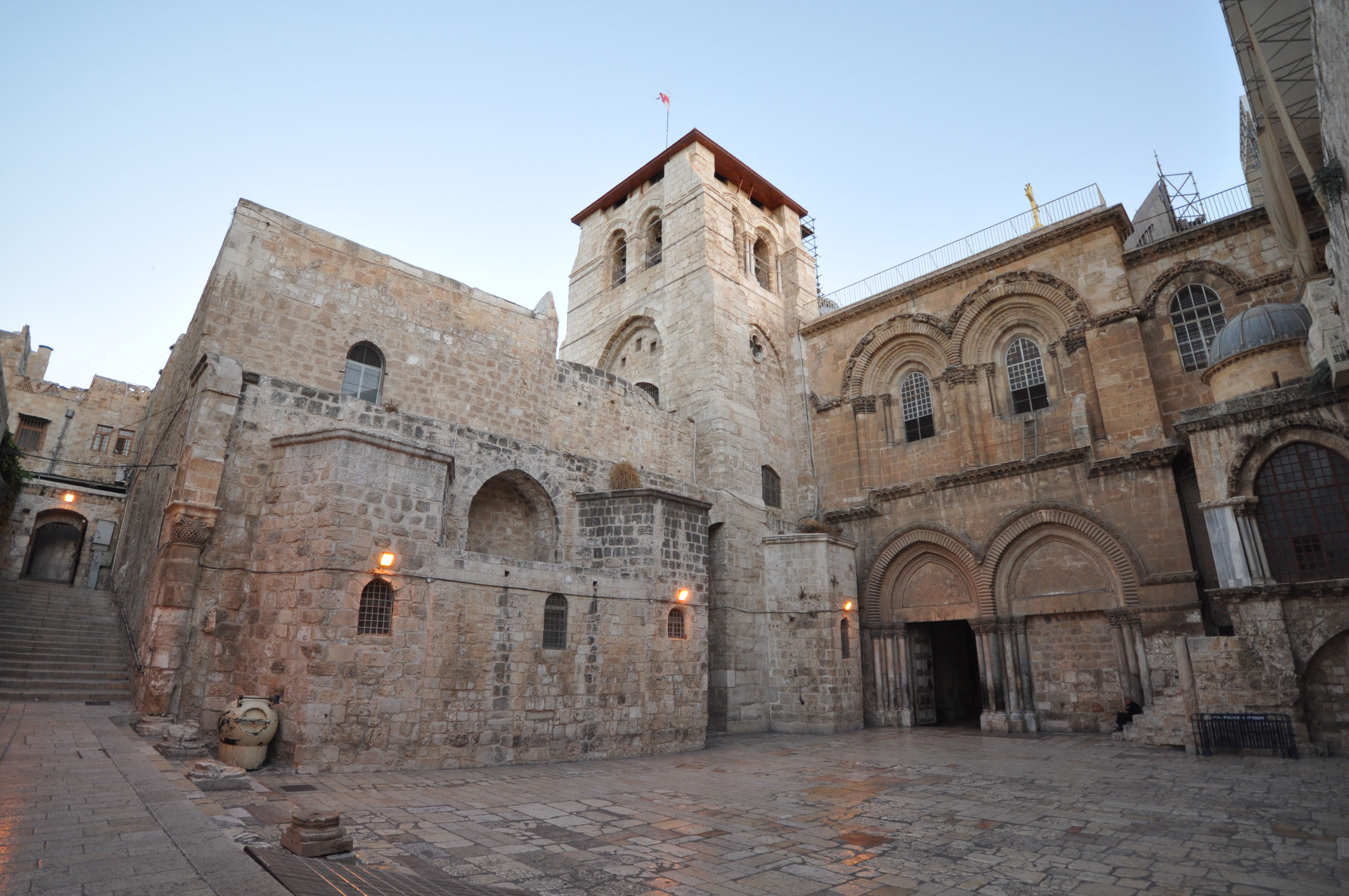
كنيسة القيامة في بيت المقدس، وهي أقدس المواقع المسيحية. أُحرقت خِلال عهد الحاكم بِأمر الله.

كان المشرق العربي، قُبيل انطلاق الحملات الصليبيَّة، مُقسَّمًا بين الدولتين العبَّاسيَّة في بغداد والفاطميَّة في القاهرة، وكان المسيحيُّون في ديار الإسلام آنذاك من أصحاب العلم والنُفُوذ والشأن، بِالأخص في الدولة الفاطميَّة، التي تساهل خُلفائها مع أهل الذمَّة لِدرجةٍ كبيرة، فقدَّموهم في الوظائف ممَّا جعلهم يستأثرون بِالنُفُوذ في الدولة، فاقتنوا الأرزاق والأموال ما مكَّنهم من العيش بِرغد، وبنوا الكثير من الكنائس والأديرة. لكنَّ الحال تبدَّل بدايةً من سنة 393هـ المُوافقة لِسنة 1003م، خِلال خلافة الحاكم بأمر الله، فقسا على اليهود والنصارى في المُعاملة، ويُحتمل أنَّهُ كان مدفوعًا في ذلك من النقمة الشعبيَّة الإسلاميَّة العامَّة، إذ ساء المُسلمون أن يتقرَّب الخليفة إلى غيرهم بِهذا الشكل المُبالغ فيه، وأن يتقلَّص نُفُوذهم وهم الأكثريَّة، لِصالح الأقليَّة، التي عمل بعض أفرادها على إقصاء المُسلمين عن الوظائف الحُكُوميَّة وتقديمهم لِأبناء دينهم. وتشدَّد الحاكم بدايةً مع النصارى الملكانيين بِسبب ازدياد نُفُوذهم في البلاد مُنذُ عهد أبيه العزيز بالله، ورُبَّما كان لِلحُرُوب بين الفاطميين والبيزنطيين الملكانيين دافعٌ آخر لِاضطهاد أتباع هذه الطائفة، كما يبدو أنَّ هذه الخُطوة كانت تستهدف استقطاب الأكثريَّة القبطيَّة في مصر التي كانت على المذهب اليعقوبي، المُخالفة لِلملكانيين. لكنَّ تشدُّد الحاكم لم يلبث أن طال النصارى بِعامَّةً، وبلغ ذُروته سنة 399هـ المُوافقة لِسنة 1009م، عندما أمر بِهدم كنيسة القيامة في بيت المقدس، وكتب إلى «باروخ العضُدي» والي الرملة أن يُزيل أعلامها ويقلع آثارها، فهُدمت واقتُلعت المعالم المُقدَّسة المسيحيَّة فيها ومُحقت آثارها، كما هُدمت كنائس وأديرة أُخرى في مصر والشَّام خلال السنة المذكورة. وأنزل الحاكم بِاليهود والنصارى المزيد من ضُرُوب الإذلال، فأجبرهم على الالتزام بِأشكالٍ معيَّنة في اللباس والرُمُوز، فكان المسيحيُّون مُرغمون على تعليق صُلبانٍ في أعناقهم زنة الواحد منها خمسة أرطال (نحو كيلوغرامين) عندما يرتادون الحمَّامات، وكذلك اليهود كان عليهم أن يجعلوا في أعناقهم إطارًا من الخشب بِالوزن نفسه يُشدُّ إليه جُلجُلًا عوض الصليب.

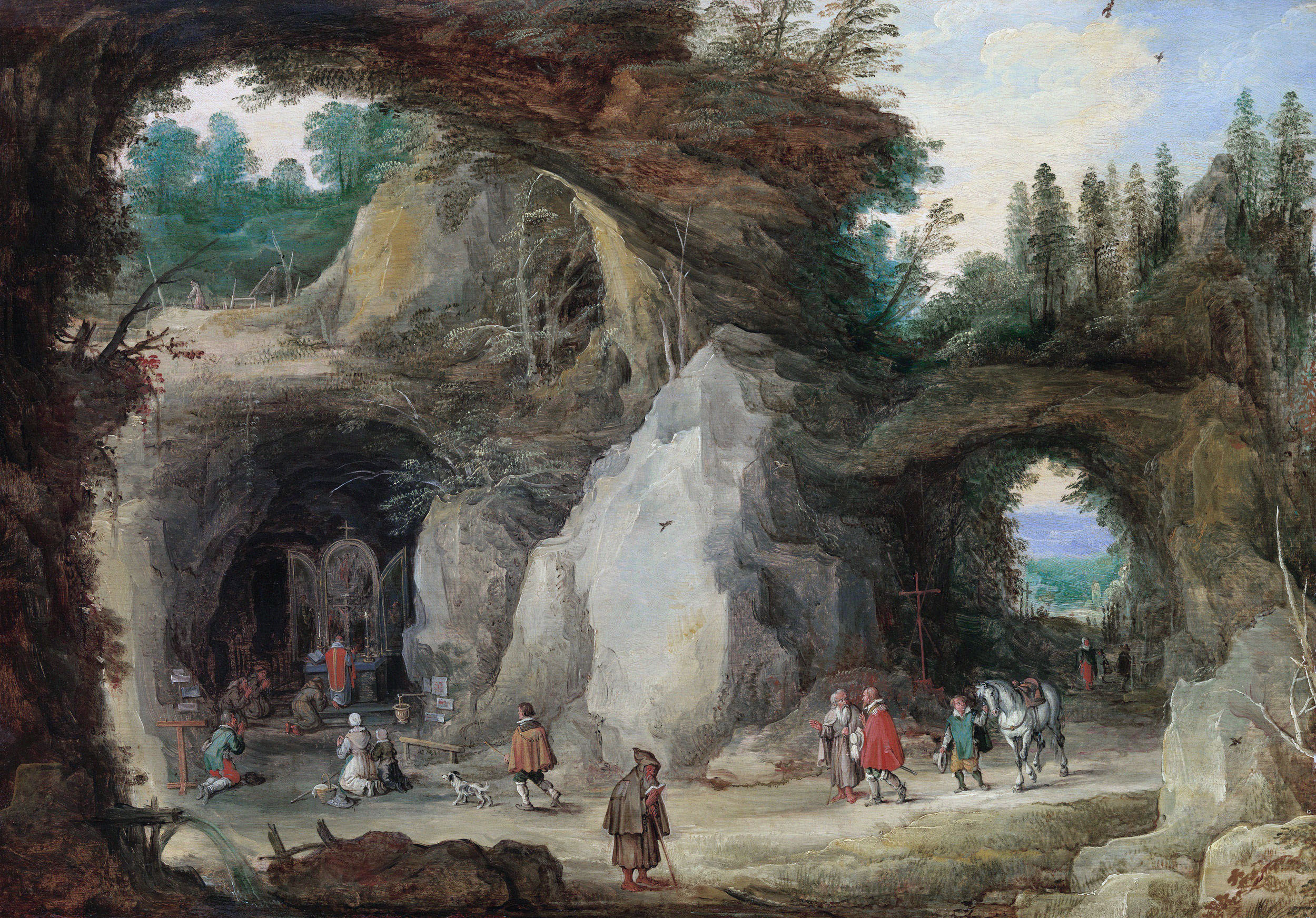
حُجَّاجٌ أوروپيُّون يُصلُّون في إحدى المغاور أثناء رحلة حجِّهم.

ولم يكن لِأهل الذمَّة عهدٌ بِمثل هذه الإجراءات والمُضايقات، فعانوا من هذه المحن والشدائد أعوامًا، وأخذ بعضهم يُهاجر سرَّا إلى بلاد الروم، وعندما علم الحاكم بِذلك، أصدر قرارًا في سنة 404هـ المُوافقة لِسنة 1013م، سمح بِموجبه لِلنصارى واليهود بِالهجرة إلى البلاد الروميَّة أو الحبشيَّة أو النوبيَّة، وأن يحملوا معهم أموالهم وأهلهم وما تحويه أيديهم، فهجر الكثير من النصارى الشوام والمصريين أوطانهم والتحقوا بِديار الروم. وممَّا لا شكَّ فيه أنَّ أخبار اضطهاد المسيحيين وصلت الإمبراطوريَّة البيزنطيَّة وأجَّجت الرأي العام، وما زاد الأُمُور سوءًا كان التعدِّيات التي طالت الحُجَّاج الأوروپيين بعد ضعف الدولة الفاطميَّة وخُرُوج العديد من بلاد الشَّام من تحت جناحها، ففي سنة 414هـ المُوافقة لِسنة 1024م، خرجت حلب من يد الفاطميين ودخلت في حوزة أعراب بني مرداس، ولم تلبث إمارة هؤلاء أن تمدَّدت بِاتجاه الشَّام الجنوبيَّة، ثُمَّ خرجت هذه البلاد من حوزة المرداسيين وانتهى بها الأمر أن دخلت في حوزة السلاجقة، وخِلال هذه الفترة المُضطربة كثُر التعدِّي على الحُجَّاج الأوروپيين بِشكلٍ خاص بِسبب ما كانوا يحملونه معهم من النفائس والأموال، ولمَّا عاد الحُجَّاجُ إلى أوطانهم ونشروا أخبار الاضطهاد الذي تعرَّضوا له في المشرق، أثاروا حماسة المسيحيين وجعلوهم يُفكرون في تأمين حُريَّة الوُصُول إلى الأماكن المُقدَّسة بِأمان. والحقيقة أنَّ بعض جماعات الحُجَّاج الأوروپيين كانت تأتي بِسلاحها الكامل وتسعى وراء المتاعب والأذى، اعتقادًا منهم بأنَّهم كُلَّما تعرَّضوا لِمزيدٍ من هذا كانت رحلتهم أكثر نجاحًا وتطهَّروا من خطاياهم، إذ كان لِلحج عند الأوروپيين في القُرُونُ الوسطى قيمة اجتماعيَّة، فابتعاد الساعي إلى التوبة لِمُدَّة سنة أو أكثر، وهي الوقت الذي تستغرقه الرحلة عادةً، وما تتكلَّفه رحلته من نفقاتٍ ومشاق، يُعدُّ عقابًا وتأديبًا لهُ، وما يغلب عليه من جوٍّ عاطفيٍّ سوف يهبه الشُعُور بِالقُوَّة والطهارة الروحيَّة، فيعود إلى بلده إنسانًا صالحًا.
ويعتقد البعض أنَّ الحملة الصليبيَّة الأولى كانت التطوُّر المنطقي لِلحج المسيحي إلى فلسطين، ذلك أنَّ تيَّار الحج الأوروپي المُستمر كان لا بُدَّ لهُ أن يُؤدي بِالضرورة إلى فكرة أنَّ الأرض التي شهدت حياة المسيح وقصَّته لا بُدَّ أن تكون تحت سيطرة أتباعه، ولم يكن السبب هو الرغبة في حل المُشكلات والصُعُوبات العمليَّة التي كانت تُواجه الحُجَّاج الغربيين، ولكن لِأنَّ أوروپَّا الغربيَّة التي بدأت تشعر بِقُوَّتها، رفضت بقاء أرض المسيح بِأيدي المُسلمين الذين صوَّرتهم الدعاية الكنسيَّة في صورة الكُفَّار المُتوحشين. وتركَّزت فكرة تخليص الديار المُقدَّسة منهم في أذهان أبناء الغرب الأوروپي في أواخر القرن الحادي عشر الميلاديّ، وقد أدَّى هذا بِالضرورة إلى أهميَّة القيام بِحملة حجٍّ مُسلَّحةٍ لِتحقيق هذا الهدف، وهكذا صار الحج من أهم جُذُور فكرة الحملات الصليبيَّة. وكانت البابويَّة ترمي إلى الاستيلاء على الأماكن المُقدَّسة وجعلها تحت سيطرتها المُباشرة، لِذلك أيَّدت الحركة الصليبيَّة بِكُل قواها وعطفت عليها، ومنحت الغُفران عن الخطايا لِمن يتجنَّد في الجُيُوش المُسافرة إلى المشرق على أمل تحقيق هذه الأُمنية الغالية، فأقبل كثيرٌ من الأتقياء على السفر أملًا بِأن تُقبل توبتهم ولِينالوا الغُفران ويدخلوا الجنَّة.

### الأسباب السياسيَّة

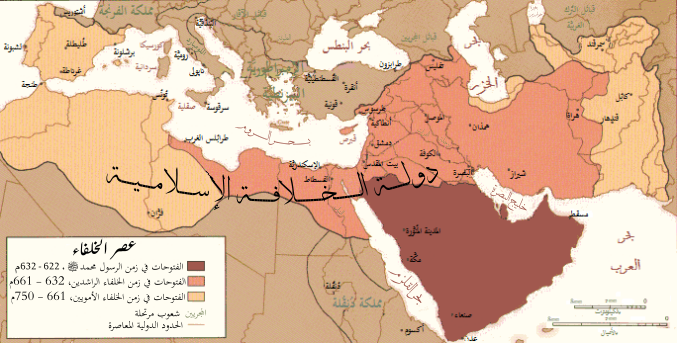
الحُدود التقريبيَّة لِديار الإسلام بعد تمام الفُتُوحات المُبكرة.

لا تقُل الأسباب السياسيَّة لِلحملات الصليبيَّة أهميَّةً عن الأسباب الدينيَّة، بل يعتبرها البعض مُجرَّد حلقةٍ من الصراع العنيف الطويل بين الشرق والغرب الذي تجلَّى من قبل في حُرُوب الفُرس والإغريق وفي حُرُوب قرطاج ورومة وغيرها من الحُرُوب. ففي سنة 13هـ المُوافقة لِسنة 634م، ابتدأ الشرق يُهاجم الغرب، هذه المرَّة بِحُلَّةٍ إسلاميَّة، فتمكَّن المُسلمون من إلحاق الهزيمة بِالروم في عدَّة وقعات وافتتحوا الشَّام ومصر والمغرب الأدنى وانتزعوها نهائيًّا من الإمبراطوريَّة البيزنطيَّة. ولم يكتفِ المُسلمون بِهذه البلاد والمناطق، بل تخطُّوها إلى المغرب الأقصى وبلغوا ساحل المُحيط الأطلسي، واتخذوا من تلك المناطق قاعدةً لِلوُثُوب إلى أوروپَّا، فغزوا جزيرة سردانية سنة 92هـ المُوافقة لِسنة 711م، وفي السنة ذاتها عبر القائد الكبير طارق بن زياد المضيق الفاصل بين شبه الجزيرة الأيبيريَّة والمغرب الأقصى واستطاع افتتاح شبه الجزيرة المذكورة بِحُلُول أواخر سنة 95هـ المُوافقة لِسنة 714م. وبِفتح أيبيريا بدت خسارة الكنيسة واضحةً جليلة، إذ فقدت بلادًا ارتبطت بها أُصُول المسيحيَّة الأولى مثل الشَّام ومصر، فضلًا عن بلادٍ أُخرى كانت بِمثابة أعضاء أساسيَّة في العالم المسيحي مثل إفريقية وأيبيريا. وفي جميع البلاد التي فتحها المُسلمون أقبلت نسبة كبيرة من الأهالي على اعتناق الإسلام عن اختيارٍ وإرادةٍ حُرَّة، كما يقول المُستشرق البريطاني طوماس أرنولد. ولكنَّ المسيحيين في الإمبراطوريَّة البيزنطيَّة وأوروپَّا الغربيَّة، الذين لم يتثاقفوا مع المُسلمين أو يتعايشون معهم، لم يفهموا طبيعة الديانة الجديدة التي خرجت من شبه الجزيرة العربيَّة، وكُل ما أدركوه هو أنَّ المُسلمين خرجوا لِيبتلعوا بلدًا بعد آخر من البُلدان التي كانت المسيحيَّة قد سبقت إليها، وانتشرت فيها، وصارت تعتز بِبقائها في حوزتها، وبِعبارةٍ أُخرى فإنَّ كنيستيّ القُسطنطينيَّة ورومة ورجالاتهما لم يروا في الإسلام والمُسلمين إلَّا خطرًا جاثمًا هدَّدهم وهدَّد كيانهم، ولم يستطيعوا حتَّى نهاية العُصُور الوُسطى أن ينسوا الخسارة التي لحقت بهم نتيجة لِانتشار الإسلام، ممَّا جعلهم يشعرون دائمًا بِالرغبة في الانتقام من الإسلام والمُسلمين.

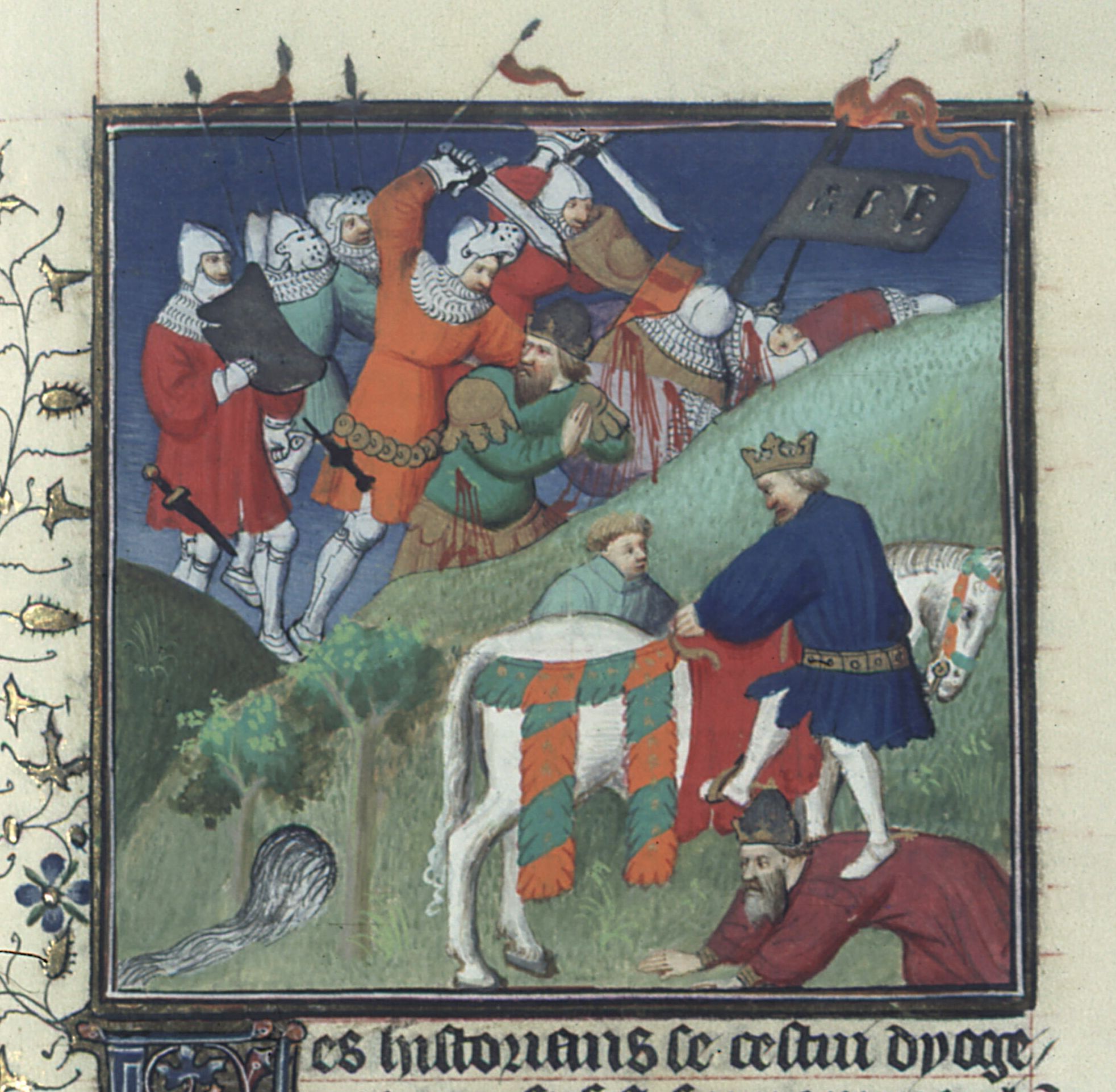
مُنمنمة إفرنجيَّة تُصوِّرُ وقعة ملاذكرد بين الروم والمُسلمين تحت راية السلاجقة. اتُخذت هزيمة الروم في هذه المعركة حُجَّةً لِتدخُّل أوروپَّا عسكريًّا في المشرق.

وكانت الإمبراطوريَّة البيزنطيَّة أقرب القوى المسيحيَّة إلى حُدُود المُسلمين، وربطتها بِالدولة الإسلاميَّة الناشئة علاقاتٍ مُباشرةٍ وفصلت بينهما حُدُودٌ مُباشرةٌ أيضًا، ممَّا جعل الاحتكاك لا ينقطع بين القُوَّتين. وقد ظهر المُسلمون على الروم خلال فترة ضعف هؤلاء، وظهر الروم على المُسلمين خلال فترة تشرذمهم وتفرُّق كلمتهم. واستمر الأمر على هذا المنوال إلى أن تُوفي الإمبراطور البيزنطي باسيل الثاني سنة 416هـ المُوافقة لِسنة 1025م، فشكَّلت وفاته انعطافة سلبيَّة في تاريخ الروم، دخلت خلالها الإمبراطوريَّة في مرحلة اضطرابٍ سياسيٍّ ودينيٍّ واقتصاديٍّ استمرَّت حتَّى سنة 474هـ المُوافقة لِسنة 1081م. فخلال هذه الفترة، تعاقب على العرش الرومي أباطرة ضعاف افتقدوا المقدرة والكفاءة التي تمتَّع بها أباطرة الأُسرة الهرقليَّة أو الأُسرة الإيساوريَّة أو بعض أعضاء الأُسرة المقدونيَّة مثل باسيل الأوَّل وباسيل الثاني. وشهدت هذه الفترة أيضًا وُقُوع الانشقاق العظيم بين كنيستيّ رومة والقُسطنطينيَّة نتيجة الخلافات اللاهوتيَّة والسياسيَّة بين الغرب والشرق المسيحيين، كما تراجع الاقتصاد الرومي، وأخذت الإمبراطوريَّة تفقد السيطرة على أطرافها. وفي سنة 463هـ المُوافقة لِسنة 1071م، التحم المُسلمون بِقيادة السُلطان السُلجُوقي ألب أرسلان مع الروم بِقيادة الإمبراطور رومانوس الرابع، في معركةٍ طاحنةٍ على تُخُوم مدينة ملاذكرد، وقد أسفرت المعركة عن هزيمة الروم ووُقُوع الإمبراطور في أسر المُسلمين، فأطلق السُلطان سراحه لقاء فديةٍ كبيرة وشريطة أن يُطلق سراح أسراه من المُسلمين، ويمد السُلطان بِالعساكر اللازمة عند الطلب. شكَّلت معركة ملاذكرد أقصى ما بذله الروم من جُهدٍ لِوقف الفُتُوحات الإسلاميَّة بِاتجاه الغرب، وأنهت دور الإمبراطوريَّة البيزنطيَّة في حماية المسيحيَّة من ضغط المُسلمين وفي حراسة الباب الشرقي لِأوروپَّا من غزو الآسيويين، فانساب السلاجقة إلى جوف آسيا الصُغرى وفتحوا أغلب بلادها بِقيادة سُليمان بن قُتلُمش الذي أسَّس دولةً جديدةً عُرفت باسم دولة سلاجقة الروم، واتخذ مدينة نيقية عاصمةً له. اتخذت البابويَّة، ومن ورائها أوروپَّا الغربيَّة، من نتيجة هذه المعركة مُبررًا لِتدخُّلها العسكري في المشرق، لِأنَّ بيزنطة لم يعد بِوسعها حماية العالم المسيحي من المُسلمين نظرًا لِتدمير قُوَّتها العسكريَّة، ومن ثُمَّ فقد جرت العادة على اعتبار هذه الوقعة إحدى حُجج الغرب لِشن حربه المُقدَّسة على ديار الإسلام.

### الأسباب الاقتصاديَّة

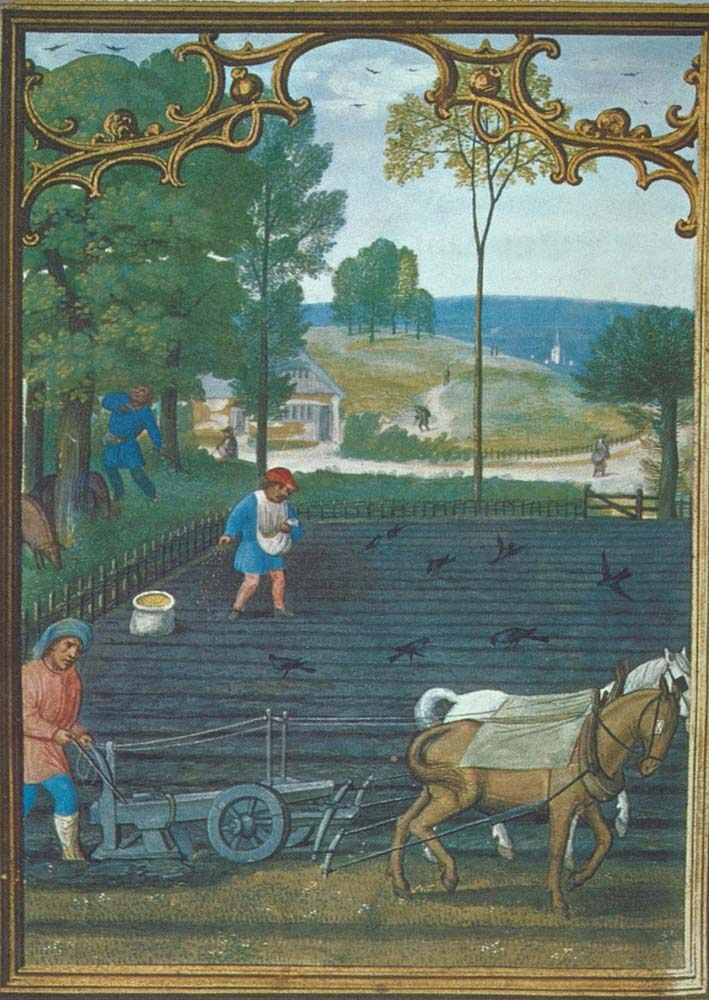
فلَّاحون أوروپيُّون قُروسطيُّون يحرثون أرضهم.

تشيرُ جميع الوثائق المُعاصرة لِحملتيّ الفُقراء والصليبيَّة الأولى إلى سُوء الأحوال الاقتصاديَّة في غرب أوروپَّا - وبِخاصَّةٍ فرنسا - في أواخر القرن الحادي عشر الميلاديّ. فالمُؤرِّخ المُعاصر «گويبيرت النوگينتي» (بالفرنسية: Guibert de Nogent) يُؤكِّد أنَّ فرنسا بِالذات كانت تُعاني مجاعةً شاملةً قُبيل الدعوة لِلحملة الصليبيَّة الأولى، فندر وُجُود الغِلال وارتفعت أثمانها ارتفاعًا فاحشًا، ممَّا ترتب عليه حُدُوث أزمة في الخُبز، فاضطرَّ الناس إلى أكل الأعشاب والحشائش. ويعتبر المُؤرِّخ المصري المُعاصر سعيد عبد الفتَّاح عاشور أنَّ هذا يُفسِّر لِمَ كانت نسبة الصليبيين الفرنجة المُشتركين في الحملة الصليبيَّة الأولى أكبر من الوافدين من أي دولةٍ أُخرى في غرب أوروپَّا. وزاد من سوء الأحوال الاقتصاديَّة في الغرب الأوروپي في ذلك الوقت كثرة الحُرُوب المحليَّة بين الأُمراء الإقطاعيين، وهي الحُرُوب التي لم تنجح الكنيسة أو المُلُوك في وقفها، ممَّا أضرَّ بِالتجارة وطُرُقُها والزراعة وحُقُولها أبلغ الضرر. وهكذا جاءت الحملات الصليبيَّة لِتفتح أمام الجوعى في غرب أوروپَّا بابًا جديدًا لِلهجرة، وطريقًا لِلخلاص من الأوضاع الاقتصاديَّة الصعبة التي عاشوا فيها داخل أوطانهم. فضمَّت حملتا الفُقراء والصليبيَّة الأولى جُمُوعًا غفيرةً من المُعدمين والفُقراء والمساكين وطريدي القانون، وجميعهم كانوا يُفكرون في بُطُونهم قبل أن يُفكروا في دينهم، بِدليل ما أتوه طوال طريقهم إلى القُسطنطينيَّة من أعمال العُدوان والسلب والنهب ضدَّ إخوانهم من النصارى الذين مرُّوا بِأراضيهم، دون أي وازعٍ دينيّ. ويُلاحظ أنَّ الدُويلات البحريَّة الإيطاليَّة القائمة على التجارة، كجُمهُوريَّات البُندُقيَّة وجنوة وپيزة، رأت في الدعوة الصليبيَّة فُرصةً طيِّبةٍ يجب اقتناصها لِتحقيق أكبر قدرٍ مُمكنٍ من المكاسب الذاتيَّة على حساب البابويَّة والكنيسة والصليبيين جميعًا، فأخذت تعرض خدماتها لِنقل الجُند عن طريق البحر إلى المشرق العربي، وفيما بعد لِنقل المُؤن والأسلحة وكافَّة الإمدادات إلى الصليبيين في الشَّام وتقديم المعونة البحريَّة لِلدفاع عن الموانئ الشاميَّة المُحتلَّة ضدَّ هجمات الأساطيل الإسلاميَّة. وهكذا اصطبغت الحركة الصليبيَّة من أوِّل أمرها بِصبغةٍ اقتصاديَّةٍ بعضها كان استغلاليَ واضح، فالكثير من الجماعات والأفراد الذين أيَّدوا تلك الحركة وشاركوا فيها لم يفعلوا ذلك لِخدمة المسيحيَّة وحرب المُسلمين، وإنما جريًا وراء المال وجمع الثروات وإقامة مُستعمراتٍ ومراكز ثابتة لهم في قلب ديار الإسلام بِغية استغلال مواردها والمُتاجرة فيها.

### الأسباب الاجتماعيَّة

مُنمنمة إفرنجيَّة قُروسطيَّة تُصوِّرُ طبقات المُجتمع الأوروپي في ذلك الزمان: الفلَّاحون (يمينًا) والفُرسان (في الوسط) ورجال الدين (يسارًا).

تألَّف المُجتمع الأوروپي في العُصُور الوُسطى من ثلاث طبقات: طبقة رجال الدين، وطبقة المُحاربين من النُبلاء والفُرسان، وطبقة الفلَّاحين من الأقنان ورقيق الأرض. وكانت الطبقتان الأوَّلتان تُمثلان الهيئة الحاكمة من وجهة النظر السياسيَّة، والأرستقراطيَّة السائدة من وجهة النظر الاجتماعيَّة، والفئة الثريَّة من وجهة النظر الاقتصاديَّة؛ في حين كانت طبقة الفلَّاحين تُمثِّل جُمُوع الكادحين المغلوبين على أمرهم، المحرومين من النُفُوذ والثروة، والتي كان على أفرادها أن يعملوا ويشقوا لِيسُدُّوا حاجة الطبقتين الأوَّلتين. والواقع أنَّ آلاف الفلَّاحين عاشوا في غرب أوروپَّا عيشةً مُنحطَّة في ظل نظام الضِيَاع، حيثُ شيَّدوا لِأنفُسهم أكواخ قذرة من جُذُوع الأشجار وفُرُوعها، غُطيت سُقُوفها وأرضيتها بِالطين والقش دون أن يكون لها نوافذ أو بداخلها أثاثٌ عدا صُندُوقٍ صغيرٍ من الخشب وبعض الأدوات الفخَّاريَّة والمعدنيَّة البسيطة. وكان مُعظم أولئك الفلَّاحين من العبيد والأقنان الذين ارتبطوا ارتباطًا وثيقًا بِالأرض التي يعملون عليها، وقضوا حياتهم محرومين من أبسط مبادئ الحُريَّة الشخصيَّة، فكُلُّ ما يجمعه القن يُعتبر مُلكًا خاصًّا لِلسيِّد الإقطاعي لِأنَّ القن محرومٌ حتَّى من المُلكيَّة الشخصيَّة. وعاش أولئك الفلَّاحين مُثقلين بِمجموعةٍ ضخمةٍ من الالتزامات والخدمات، فكان عليهم أن يُقدِّموا خدماتٍ مُعيَّنةٍ لِلسيِّد الإقطاعي مثل فِلاحة أرضه الخاصَّة، فضلًا عن تسخيرهم في أعمالٍ شاقَّةٍ مثل شق الطُرُق وحفر الخنادق وإصلاح الجُسُور. كذلك كان على الفلَّاحين دفع مُقرَّرات مُعيَّنة مثل ضريبة الرأس التي يتعيَّن على كُلِّ قنٍ دفعها سنويًّا رمزًا لِعُبُوديَّته، هذا عدا عن الضرائب المفروضة على ماشيته وما تُنتجه أرضه من خُضروات. أضف إلى ذلك، أُلزم الفلَّاحون بِقُبُول احتكاراتٍ عديدةٍ أُخرى، فالسيِّد الإقطاعي صاحب الضيعة كان وحده يمتلك طاحونةً وفُرنًا ومعصرةً، بل أحيانًا البئر الوحيدة في الضيعة، وفي هذه الحالة يُصبح كُلُّ قنٍ مُلزمًا بِإحضار غلَّته إلى طاحونة السيِّد لِطحنها، ويحمل خُبزه إلى فُرن السيِّد لِخبزه، وكُرُومه وزيتونه وتُفَّاحه إلى معصرة السيِّد لِعصرها، كُلُّ ذلك لقاء أُجُورٍ مُعيَّنةٍ يُقدِّمها الأقنان لِسيِّدهم الإقطاعي وهُم صاغرون. فإذا امتلك فلَّاحٌ طاحونةً أو غير ذلك من الأجهزة التي من حق السيِّد الإقطاعي وحده أن يحتكرها، صار ذلك جُرمًا خطيرًا يُحاكمُ عليه. وهكذا كانت الغالبيَّة العُظمى من الناس في أوروپَّا الغربيَّة يحيون حياةً شاقَّةً مليئةً بِالذُل والهوان عشيَّة الدعوة إلى الحملة الصليبيَّة الأولى، وممَّا زاد الطين بلَّة كان الظُرُوف الطبيعيَّة التي داهمت الفلَّاحين سنة 1095م، فهطلت كميَّات هائلة من الأمطار جرفت المزارع وأتلفت الأرزاق وخرَّبت بُيُوت الفُقراء والمساكين، وكوَّنت مُستنقعاتٍ آسنةٍ عملت على نشر الملاريا والطاعون في أوروپَّا، فمات مئات الآلاف من الناس جوعًا ومرضًا، ومن تبقَّى على قيد الحياة من الأقنان والفلَّاحين عاش جائعًا عاريًا، فلم يكن غريبًا والحالة هذه أن تجد دعوى الحرب لدى هؤلاء التُعساء كُلَّ حماسٍ وتأييد، لِيتخلَّصوا ممَّا كانوا يقبعون فيه من ذُل العيش ونكد الدُنيا، لا سيَّما بعد أن قيل لهم أنَّ في الديار المُقدَّسة نهرين من لبنٍ وعسل، وما على أحدهم إلَّا أن يجلس بين النهرين ويغرف بيمينه لبنًا وبِيساره عسلًا، والشرط الوحيد لِامتلاك ذينيك النهرين قتل المُسلمين وتخليص بيت المقدس منهم، فيكون بِذلك قد ضمن الدُنيا بِلبنها وعسلها والآخرة بِجنَّاتها الوارفة.

## مجمعا بلاصانس وكليرمونت

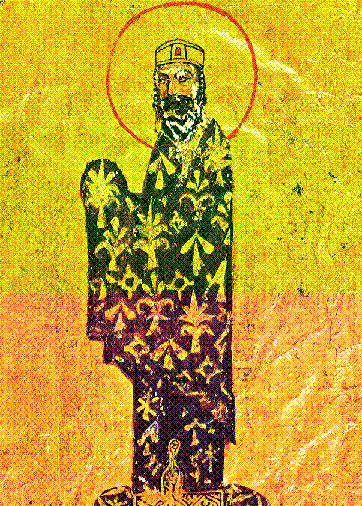
مُنمنمة مُذهَّبة لِلإمبراطور البيزنطي ألكسيوس الأوَّل كومنين، طالب المعونة العسكريَّة من الغرب لِحرب المُسلمين.

يرجع الفضل في ابتكار وتنفيذ فكرة إرسال حملةٍ صليبيَّةٍ إلى المشرق لِلبابا أوربان الثاني. ففي ضوء ما سمعهُ هذا البابا عن وُقُوع الأذى والضرر لِلحُجَّاج المسيحيين المُتوجهين إلى الديار المُقدَّسة، بدأ يُفكِّرُ في مشروعٍ لِطرد المُسلمين من آسيا الصُغرى، بِنفس الجُهُد والعزيمة التي كان يجري بها طردهم من الأندلُس. كما أنَّ البابويَّة كانت قد بلغت حينذاك درجةً كبيرةً من سعة النُفُوذ والسُلطان ممَّا جعلها تُفكِّر في انتهاز فُرصة ضعف الإمبراطوريَّة البيزنطيَّة وعدم قُدرتها على صد الخطر الإسلامي، لِتبسط سيطرتها على الكنيسة الأرثوذكسيَّة الشرقيَّة. والواقع أنَّ البابا أوربان كان أصلح شخصيَّة مُعاصرة لِتنفيذ المشروع الصليبي؛ إذ كانت لديه الجُرأة على الدعوة لِهذه الحرب المُكتسية بِغطاءٍ دينيٍّ ورعايتها، فضلًا عمَّا عُرف به من بُعد النظر ومقدرة في اختيار الرجال وتوجيههم والتأثير عليهم. ثُمَّ إنَّ البابا أوربان الثاني لم يقل مُرونةً عن الإمبراطور البيزنطي ألكسيوس الأوَّل كومنين، فلم يكد ذلك البابا يتولَّى منصبه حتَّى فتح باب المُفاوضات مع الإمبراطور البيزنطي لِتسوية المُشكلات المُعلَّقة بين الطرفين، كما رفع الحرمان الكنسي الذي كان مُوَقَّعًا على ذلك الإمبراطور، الأمر الذي أدَّى إلى نوعٍ من التقارب بين الكنيستين الشرقيَّة والغربيَّة وإلى منح الكنائس الكاثوليكيَّة في البلاد الأرثوذكسيَّة قسطًا من الحُريَّة في تصريف شُؤونها. وفي سنة 1090م أرسل الإمبراطور الرومي سفارةً إلى البابا أوربان الثاني تحملُ لهُ إخلاص الإمبراطور ومحبَّته. على أنَّ تبادُل السفارات والمُجاملات لم يكفِ لِتخليص آسيا الصُغرى من خطر السلاجقة، لِذلك أراد الإمبراطور البيزنطي استغلال تلك العلاقات الطيِّبة مع البابويَّة لِلحُصُول على مُساعدةٍ عمليَّةٍ من الغرب ضدَّ المُسلمين، فانتهز فُرصة عقد مجمعٍ كنسيٍّ بِرآسة البابا في مدينة بلاصانس - بِشمال إيطاليا - في شهر آذار (مارس) سنة 1095م، وأرسل بعثةً من القُسطنطينيَّة لِحُضُور المجمع وطلب مُساعدة البابا. ولمَّا حضر الوفد البيزنطي، لفت أعضاؤه الأنظار بِسبب ملابسهم الشرقيَّة الفاخرة غير المألوفة عند الغربيين، ثُمَّ رفعوا أصواتهم وأوصلوا رسالة إمبراطورهم المُلتمسة المعونة من مُلُوك أوروپَّا بِأن يُوجِّهوا قُوَّة أسلحتهم لِمُعاضدة القُسطنطينيَّة ولِإنقاذ بيت المقدس. وشرع البابا بِتحريض الجميع بِاتحاد قُواهم واتفاق عزائمهم نحو هذه القضيَّة المُقدَّسة، فقبلوا جميعًا الأوامر واعدين بِأنَّهم بعد أيَّامٍ قليلةٍ يجتمعون تحت بيارق الصليب لِذهابهم إلى بلاد فلسطين لِقتال المُسلمين. ثُمَّ لم تمضِ أيَّامٌ قليلة على هذا المجمع حتَّى سكنت ثائرة من حضره من الحُكَّام، بعد أن اعتراهم الخوف من ترك بلادهم وأوطانهم والذهاب إلى بلادٍ وأقاليم مجهولة عندهم وترك أملاكهم تقع لُقمة سائغة في يد أعدائهم. وهكذا لم تحصل ثمرة من المجمع ولم تتقرَّر فيه كيفيَّة مُحاربة المُسلمين.

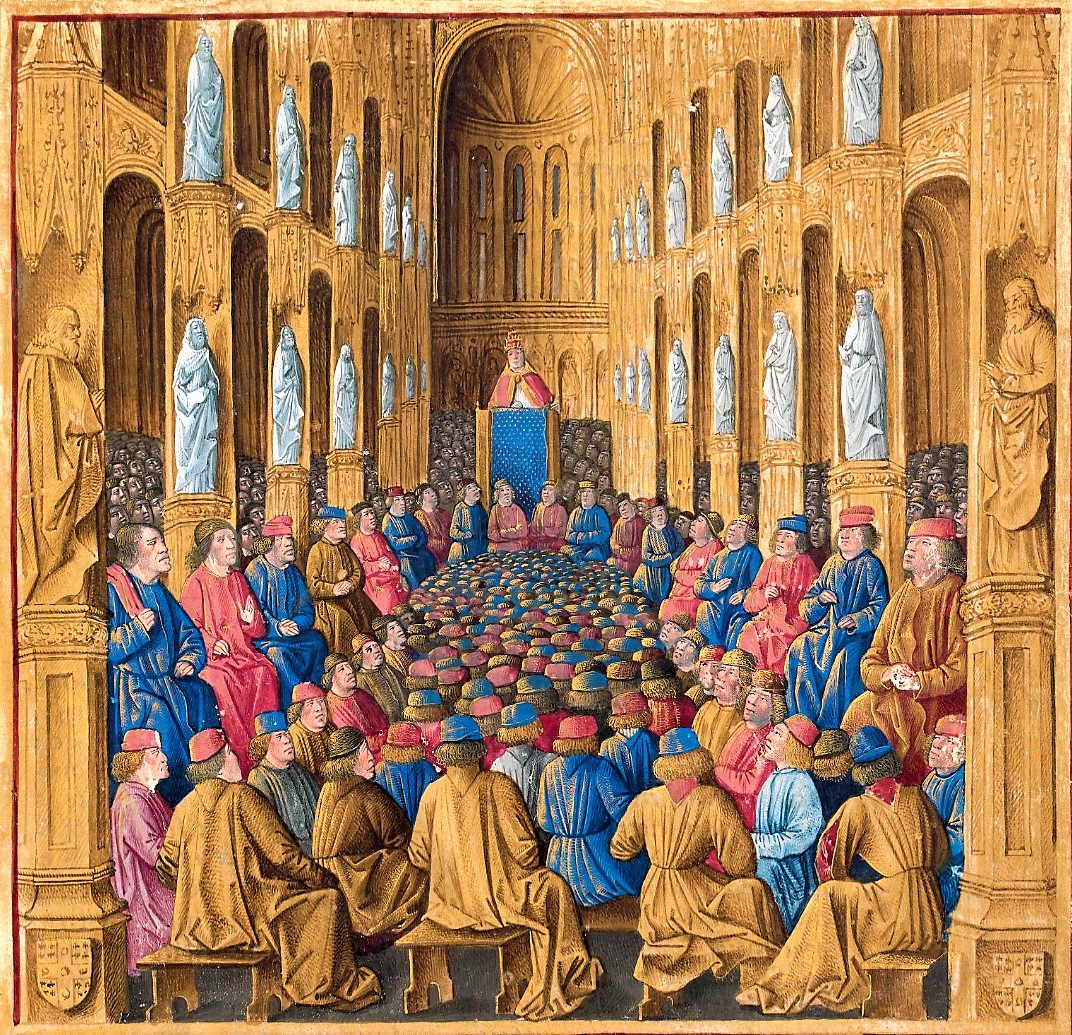
رسمٌ يُصوِّرُ البابا أوربان الثاني (في الصدر) أثناء إلقائه عظته في كليرمونت، التي تضمَّنت إعلان قيام الحملة الصليبيَّة الأولى إلى المشرق العربي.

على أنَّ البابا أوربان الثاني كان قد آمن بِضرورة مُعاونة الإمبراطوريَّة البيزنطيَّة ضدَّ المُسلمين فضلًا عمَّا وجده في هذه الفكرة من توجيه جُهُود الأُمراء والفُرسان وجهةً صالحةً تُخفِّف من الحُرُوب والمُنازعات المحليَّة الدائرة بينهم في غرب أوروپَّا. لكنَّ البابا اختار أن يُحيط مشروعه الجديد بِالسريَّة التامَّة، وأخذ يُقلِّب الفكرة في ذهنه حتَّى قرَّر على ما يبدو إعلانها في المجمع الكنسي التالي في مدينة كليرمونت بِدوقيَّة أقطانية. وعندما انعقد هذا المجمع في 18 تشرين الثاني (نوڤمبر) 1095م، انقضت الأيَّام التسعة الأولى منه في مُناقشة المسائل الكَنَسيَّة المُختلفة، حتَّى إذا ما تمَّ ذلك وجَّه البابا دعوته في اليوم العاشر إلى المسيحيين جميعًا لِلاتحاد لِاستخلاص الديار المُقدَّسة من المُسلمين. وعرض البابا على المُجتمعين - في أُسلوبٍ بلاغيٍّ جذَّاب - مدى ما تُعانيه الديار المُقدَّسة وحُجَّاجها من متاعب بِسبب سيطرة المُسلمين عليها، الأمر الذي صار يتطلَّب من المسيحيين الغربيين الإسراع لِنجدة إخوانهم في الشرق. ووجَّه أوربان دعوته هذه لِلقادرين والفُقراء على حدٍّ سواء، لِيترُك الجميع مُشاحناتهم في أوروپَّا الغربيَّة ويُوجهون جُهُودهم ضدَّ المُسلمين في الشرق، حيثُ يرعاهم الله ويُبارك جُهُودهم ويغفر ذُنُوبهم؛ ثُمَّ نادى البابا بِالإسراع في تقديم النجدة بِحيثُ يكون جميع المُتطوِّعين على أهبة الاستعداد إلى الرحيل شرقًا مع بداية فصل الصيف. ومن بعض ما ورد في عظة أوربان الثاني بحسب المُؤرِّخ وليم الصوري:

«...وإنَّ مهد أيماننا، ومهبط رأس مولانا ومنبع الخلاص قد تملَّكها الآن عنوةً شعبٌ غير مُتألِّه، هو ابن الجارية المصريَّة الذي يفرض على أبناء المرأة الحُرَّة ظُرُوفًا بالغة السوء حتَّى قالت: «اطْرُدْ هذِهِ الْجَارِيَةَ وَابْنَهَا». لقد ظلَّ جنس السراسنة البغيض عبر سنواتٍ طوالٍ مضت يبسط سُلطانه على الأراضي الطاهرة التي مشى عليها السيِّدُ بِقدميه، ثُمَّ خضع المُؤمنون لِلقهر، وراحوا يتخبَّطون في قيد الأسر، فدخلت الكلاب الأماكن الطاهرة ودُنِّس الهيكل وضُربت المذلَّة على عباد الرب، واليوم ها هو ذا الشعب المُختار يحتملُ الأحوال التي لا يستحقها، وهاهم رجالُ الدين مُسترقُّون، والكرامةُ ساقطةٌ في الوحل والطين، وأصبحت مدينة الرب - التي هي فوق كُلِّ مدينة - محكومةً لا حاكمةً، فمن ذا الذي لا تنفطرُ نفسهُ كمدًا؟ ولا يذوبُ قلبهُ حسرةً حيثُ تخطرُ بباله هذه الإهانات!! أيُّها الإخوةُ الأعزَّاء: من ذا الذي يستطيعُ سماع هذا كُلُّه ولا تبكي مُقلتاه؟ لقد غضب يسوعٌ فطرد من هيكل الرب جميع من اتخذوه مكانًا لِلبيع والشراء، حتَّى لا يصير بيت أبيه - وهو بيتُ الصلاة - مغارةً لِلُّصوص ومأوىً لِلشياطين...»

ويُروى أيضًا أنَّ البابا وجَّه خطابه إلى أهل فرنسا قائلًا: «أَيَّتُهَا الطَّائِفَةُ الْفَرَنْسَاوِيَّةُ الْعَزِيزَةُ لَدَى الله، إِنَّ كَنِيسَةَ الْمَسِيحِيِّينَ قَدْ وَضُعَتْ رَجَاهَا مُسْنَدًا عَلَى شَجَاعَتِكُمْ، فَأَنَا الَّذِي أعْرَفُ جَيِّدًا تَقْوَاِكُمْ وَكَفَاءَتِكُمْ بِالشَّجَاعَةِ وَالْغَيْرَةِ، وَقَدِ اِجْتَزْتُ الْجِبَالَ الأَلْبِيَّةَ وَحَضَرَتُ لِكَيْ أُنْذِرَ بِكَلَاَمِ اللهِ فِي وَسَطِ بِلَادِكُمْ». وأخذ يُحُثُّهم مُذكِّرًا إيَّاهم بِشاعجتهم القديمة. وقيل أنَّ البابا خصَّ الفرنجة بِكلامه لانقسام أهالي الإمارات الألمانيَّة وقيام فريق منهم ضدَّ الكُرسي الرسولي، ولِانشغال أهالي البلاد الشماليَّة في صد غزوات البرابرة، ولِضعف مملكة إنگلترا حينذاك، فلم يجد الحبر الأعظم أمامه غير بلاد فرنسا لِتُلقي بِثقلها العسكري نحو المشرق. وما أن أتمَّ البابا كلامه حتَّى نهض الفُرسان الحاضرين ووضعوا أيديهم على سُيُوفهم وأقسموا بِأن يُبادروا إلى إنقاذ المسيحيَّة والديار المُقدَّسة وتخليصها من أيدي المُسلمين، كما يُروى أنَّ جُمُوع الحاضرين أخذت تصيحُ «هذه مشيئة الله» (باللاتينية: Deus vult)، فكانت هذه الصيحة إيذانًا ببداية صفحةٍ جديدةٍ في التاريخين الأوروپي والإسلامي قُدِّر لها أن تستمر عدَّة قُرُون.

## دعوة الناس إلى الحرب

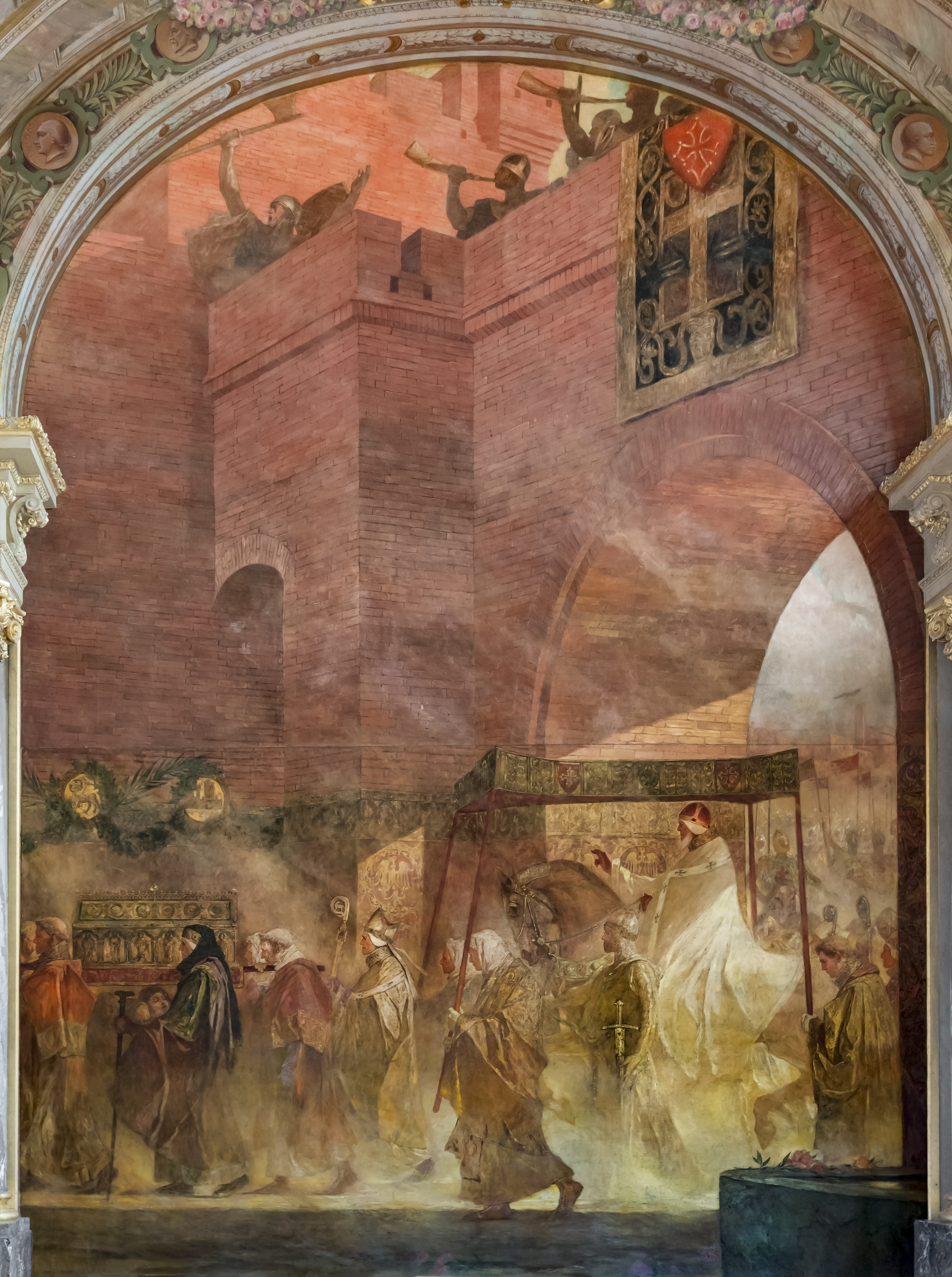
رسمٌ لِلبابا أوربان الثاني أثناء دُخُوله مدينة طولوشة لِدعوة أهلها وحُكَّامها إلى الحرب الصليبيَّة.

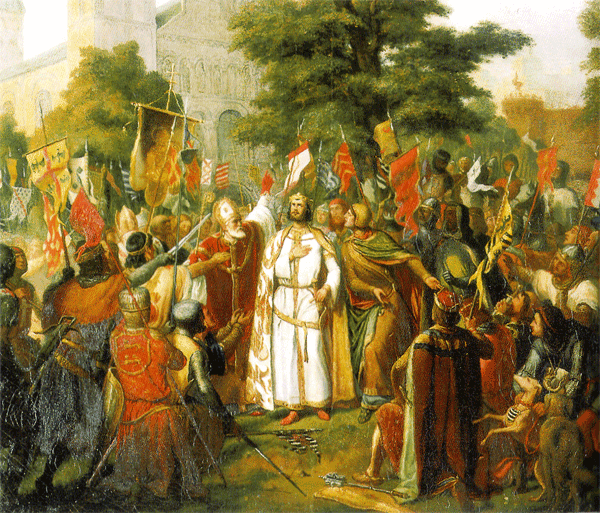
لوحة تُصوِّرُ الأُسقف أدهمار (بالأحمر يسارًا) وريمُند الرابع (بِالأبيض في الوسط) وسط جمع من الفُرسان الصليبيين عند الإعداد لِلحملة الصليبيَّة الأولى.

لم يكد البابا أوربان يفرغ من خطبته التي دعا فيها لِحرب المُسلمين، حتَّى جثا أدهمار أُسقف لوپوي (بالفرنسية: Adhémar de Le Puy) أمام قدميه راجيًا أن يكون لهُ شرف المُساهمة في الحرب المُقدَّسة الآتية، وبِذلك صار هذا الأُسقف أوَّل من افتتح قائمة المُتطوعين، واختاره أوربان الثاني مندوبًا بابويًّا في الحملة الأولى، ثُمَّ دعاه في وقتٍ لاحقٍ قائد الحملة بِأكملها. ويُقال أيضًا أنَّ تلك الحركة كانت مُجرَّد تمثيليَّةٍ اتفق عليها البابا والأُسقُف قبل انعقاد المجمع. وبجميع الأحوال، يتفق الباحثون على أنَّ حرص البابويَّة على تعيين مندوبٍ عنها يُرافق الصليبيين في رحلتهم إلى ديار الإسلام، معناه أنَّها كانت حريصةً على إشرافها وسيطرتها على الحركة الصليبيَّة وعلى الأراضي التي سيُسيطر عليها الصليبيُّون بعد ذلك. وجديرٌ بِالمُلاحظة أنَّ أحدًا من كبار الأُمراء العلمانيين لم يكن حاضرًا مجمع كليرمونت لِيُبدي استعداده لِلمُشاركة في تلك الحرب المُنتظرة ضدَّ المُسلمين في المشرق. وقد أحسَّ البابا أوربان من أوَّل الأمر بِأنَّ مشروعه الصليبي في حاجةٍ إلى تأييدٍ من القوى العلمانيَّة، فجمع الأساقفة وأصدر المجمع قرارًا بِأنَّ كُل من يشترك في الحرب المُقدَّسة تُغفر لهُ ذُنُوبه، فضلًا عن أنَّ مُمتلكات الصليبيين ستوضع تحت رعاية الكنيسة وحمايتها طوال مُدَّة غيابهم. كذلك، استقرَّ الرأي على أن يحيك كُل مُحارب صليبًا من القماش الأحمر على ردائه الخارجي من ناحية الكتف رمزًا لِلحركة التي اشترك فيها والفكرة التي خرج لِيُحارب من أجلها. ثُمَّ إنَّ كُل من يضع هذا الصليب بُغية المُشاركة في الحرب المُقدَّسة عليه أن يتجه فورًا إلى المشرق، فإذا تردَّد وعاد دون أن يُؤدي واجبه أو أظهر تقاعُسًا عن تأدية ذلك الواجب، عُوقب بِالحرمان الكنسيّ. وطلب البابا من الأساقفة دعوة الناس إلى الحرب الصليبيَّة، وأخذ هو بِنفسه يتنقَّل بين المُدن والبُلدان الإفرنجيَّة داعيًا لِلحرب، فعقد مجمعًا في ليمُوجش، وكرَّر الدعوة نفسها في أنجيرش ولومان وطُرش وبيتارش وبرديل وطولوشة وغيرها. وكان أوَّل من استجاب لِلدعوة الصليبيَّة من كبار الأُمراء الأوروپيين هو ريمُند الرابع قُمَّس طولوشة وصنجيل (بالفرنسية: Raymond 
IV de Toulouse et Saint-Gilles)، الذي سبق وحارب المُسلمين في الأندلُس وحجَّ إلى بيت المقدس، فعيَّنه البابا قائدًا عسكريًّا لِلحملة، على أن تبقى الزعامة الروحيَّة لِلمندوب البابوي أدهمار.

ولم يلبث أن أقبل على البابا عدَّة أُمراء وكثيرٌ من الناس الراغبين بِالمُشاركة في الحركة الجديدة، وكان من جُملتهم: وليم أُسقف أورنج، وهيوج قُمَّس فرمندوة شقيق فيليپ الأوَّل ملك الفرنجة، وروبرت الثاني قُمَّس الفلمنك، وروبرت قُمَّس نرمندية ابن وليم الفاتح ملك الإنگليز، وأسطفان قُمَّس بلوة، وبلدوين البولوني، وغيرهم. ونبَّه ريمُند الرابع البابا إلى ضرورة الاعتماد على مُساندة قُوَّة بحريَّة لِتنفيذ مشروع الحرب الصليبيَّة، فأرسل أوربان الثاني مبعوثين إلى جنوة طالبًل مُشاركتها في المشروع الصليبي الكبير. ولم يلبث الجنويُّون أن استجابوا لِدعوة البابا، فأعدُّوا اثنتيّ عشرة سفينة حربيَّة كبيرة لِمُساندة الحملة، فضلًا عن ناقلةٍ كبيرة. وبِذلك حقَّقت جنوة لِنفسها سبقًا كبيرًا مكَّنها من اكتساب حُقُوقٍ في الشَّام، وهي حُقُوقٌ لم يستطع الپيازنة (أهل پيزة) أو البنادقة الظفر بها إلَّا بعد جُهدٍ طويل. وإلى جانب الأُمراء والنُبلاء، أثارت دعوة البابا حركةً شعبيَّةً ضخمةً ارتبطت في التاريخ باسم بُطرس الناسك. فقد ظهرت طائفةٌ جديدةٌ من الدُعاة، إلى جانب الأساقفة، قاموا بِجُهدٍ كبيرٍ واسع النطاق في الدعاية لِمشروع الحرب المُقدَّسة، وكان على رأس هؤلاء كاهنٌ طاعنٌ في السن من مدينة أميان يُدعى بُطرس، واشتهر في التاريخ باسم «بُطرس الناسك» (بالفرنسية: Pierre l'Ermite)، يُقال أنَّهُ حاول أن يحُجَّ إلى بيت المقدس ولكنَّهُ تعرَّض في الطريق لِضغط السلاجقة، فعاد إلى بلده دون أن يُحقق أُمنيته، ممَّا ترك أثرًا في نفسه، على أنَّ العديد من الباحثين المُعاصرين يُشكِّكون بِصحَّة هذه الرواية. عمومًا، يبدو أنَّ حماسة بُطرس الناسك وفصاحته وهيئته الغريبة - بِثيابه المُهلهلة وقدميه الحافيتين وحماره الأعرج - جعلت منهُ شخصيَّة ذات تأثيرٍ خطيرٍ على جماهير العامَّة والدُهماء في أوروپَّا الغربيَّة، بِحيثُ أنَّهم كانوا لا يكادون يستمعون لِحديثه حتَّى تغلب عليهم الحماسة، فيجتمعون في سُرعةٍ غريبةٍ ويُشرعون في الزحف شرقًا، دون إعطاء البابا فُرصةً لِتنظيم الحركة الصليبيَّة تنظيمًا جديًّا من الناحيتين السياسيَّة والعسكريَّة، وفي ذلك يقول وليم الصوري:
| حملة الفقراء الصليبية | وَزِيَادَةً عَلَى ذَلِكَ، فَإِنَّهُ نَظَرًا لِلْخِدْمَاتِ الْجَلِيلَةِ الَّتِي أَدَّاهَا بُطِرْس لِلدِّينِ، فَإِنَّ الله أَنْعَمَ عَلَيْهِ - وَهُوَ الْخَادِمُ الْمُطِيعُ الْمُبَشِّرُ، ذُو الْهَمَّةِ الْعَالِيَةِ الرَّائِعَةِ- بِالْبَلَاغَةِ وَالْفَصَاحَةِ، وَوَهَبَهُ الْقَبُولُ الْحَسَنُ فِي عُيُونِ الْجَمِيعِ، حَتَّى أَنَّ كَلِمَاتِهِ كَانَتْ تَبْدُو وَكَأَنَّهَا وَحْيٌ مِنَ الله، إِذْ تَلَقَّاهَا الْقَوْمُ - صَغِيرَهُمْ وَكَبِيرَهُمْ- بِالرِّضَا وَالْاِمْتِثَالِ، غَيْرَ عَابِئِينَ بِمَا يَنْطَوِي عَلَيْهِ تَنْفِيذُهَا مِنْ مَشَقَّةٍ | حملة الفقراء الصليبية |

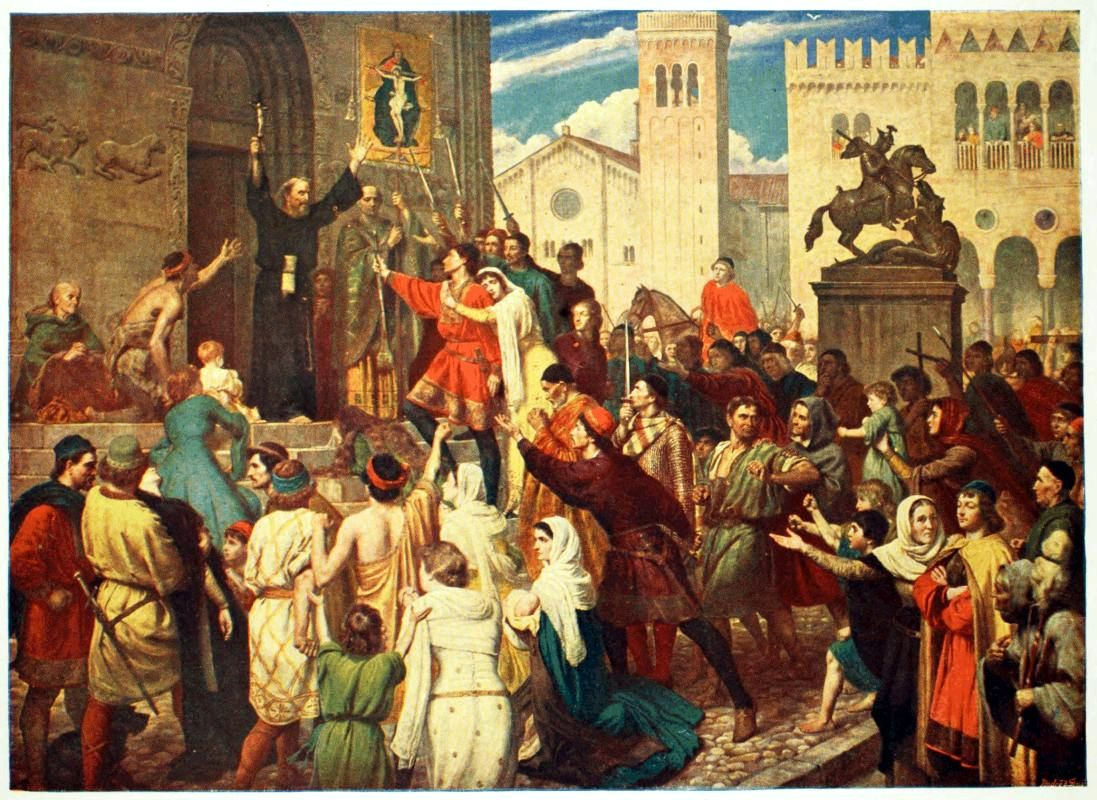
بُطرس الناسك (بالأسود على باب الكنيسة) وهو يحُثّ الناس على الاشتراك بالحرب الصليبيَّة التي دعا إليها البابا أوربان الثاني لِتحرير القبر المُقدَّس.

ومضى بُطرس الناسك في دعوته بِقُوَّة، فطاف بِمُختلف أقاليم فرنسا مثل أُرليانش وشمبانية ولوثرنجية، وخرج من هذه الأقاليم بِعددٍ ضخمٍ من الأتباع - قُرابة خمسة عشر ألفًا - اصطحب بعضهم نساءهم وأطفالهم، تدفعهم إلى ذلك النكبات الطبيعيَّة والاقتصاديَّة التي ابتُلي بها الغرب الأوروپي آنذاك. إذ فهم عوام الناس دعوة البابا على أنها فُرصة لِمُستقبلٍ جديدٍ وحياةٍ أفضل في الشرق المُقدَّس، ورُبَّما حلم بعض الفُقراء بِامتلاك الضياع في فلسطين إن قُدَّر لهم النجاة والوُصُول إلى الديار المُقدَّسة، وإن مات أحدهم في الطريق فمن المُؤكَّد أنَّهُ سينال مُكافأةً في الجنَّة حسبما وعد البابا. وأعلن الأخير موعد انطلاق الصليبيين يوم 15 آب (أغسطس) 1096م المُوافق فيه 22 شعبان 489هـ حين تكون المحاصيل الزراعيَّة قد جُمعت من الحُقُول، وحدَّد مكان اللقاء في مدينة القُسطنطينيَّة. لكنَّ الفلَّاحين والعامَّة لم يصبروا حتَّى يرحلوا في الموعد المُحدَّد، فخرجوا على شكل مجموعاتٍ حاملين ما توفَّر لهم من المُؤن، وكانوا غالبًا من دون سلاحٍ سوى العصيّ والسكاكين والسُيُوف الخشبيَّة، ويتوقعون حُدُوث المُعجزات والنصر على الكُفَّار بِعون الملائكة. والواقع أنَّ قلَّة الزاد هذه ساهمت في جعل الصليبيين العوام هؤلاء يتصرَّفون بِتهوُّرٍ في المجر والبلقان في وقتٍ لاحقٍ، في حين استفاد صليبيُّو حملة الفُرسان والنُبلاء المُنظَّمة اللاحقة من محصول الصيف الوفير، فقد توفَّر لهم كميَّات كبيرة من الحنطة لِتغطية حاجاتهم في المراحل الأولى من مسيرتهم. كما أنَّ العوام تحرَّكوا من أوروپَّا الغربيَّة قبل أن تقوم الإمبراطوريَّة البيزنطيَّة بِتمهيد الطريق لهم، علمًا بِأنَّ بيزنطة لم تكن تتوقَّع قُدُوم القُوَّات الغربيَّة في مثل هذا الوقت المُبكر من السنة وبِتلك الأعداد الضخمة.

## خُرُوج جماعةولتر المُفلس

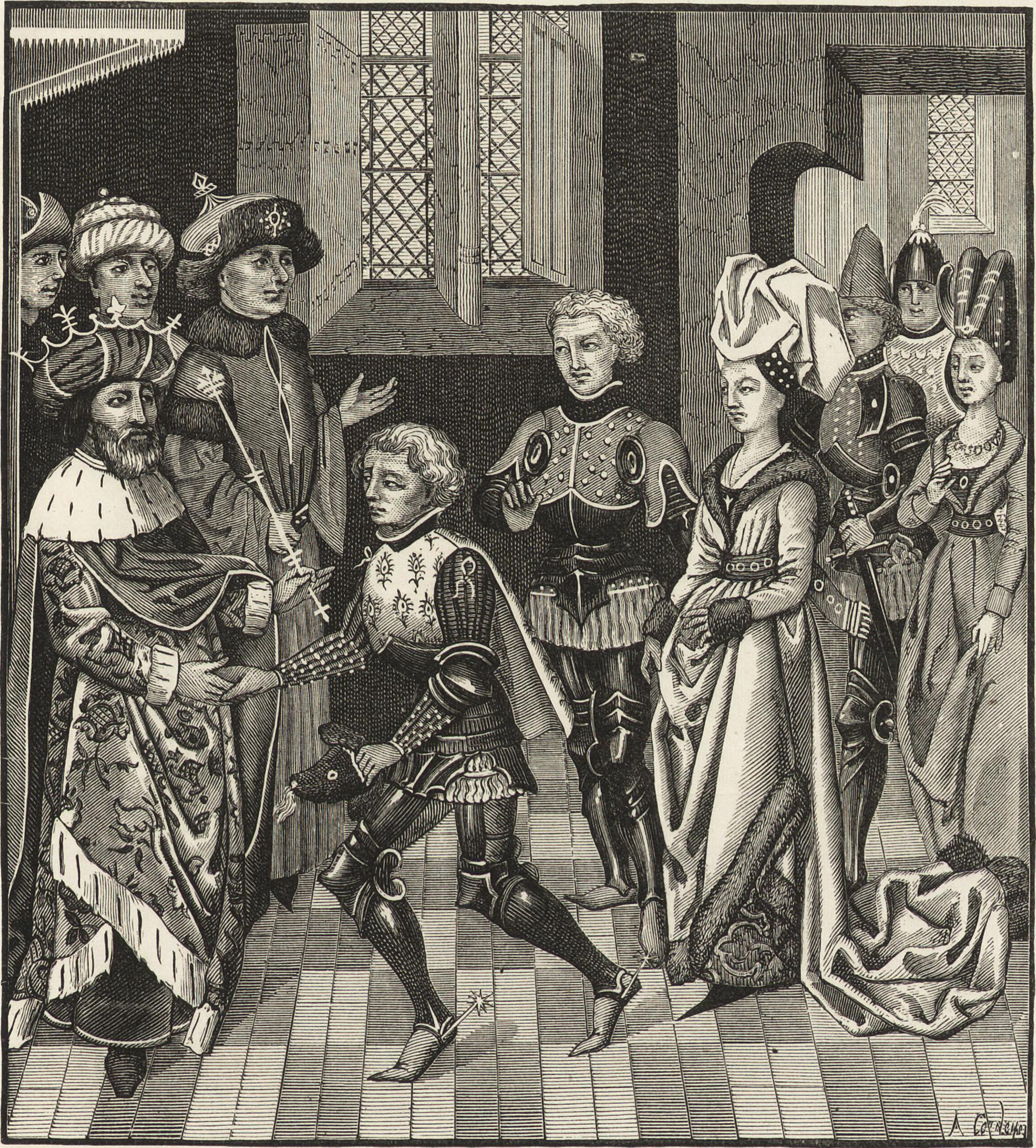
رسمٌ يُصوِّرُ استقبال ملك المجر كولومان بن گزاي لِولتر المُفلس أثناء زحفه شرقًا.

كان أوَّل المُنطلقين في الحملة الصليبيَّة هو فارسٌ إفرنجيٌّ فقير يُدعى ولتر ولقبه «المُفلس» (بالفرنسية: Gautier Sans-Avoir)، وقد خرج من مدينة قُلُونية في 9 ربيع الأوَّل 489هـ المُوافق فيه 8 آذار (مارس) 1096م، على رأس ألفٍ من رعاياه، أمَّا الفُرسان النظاميين الذين كانوا معه فلم يزيدوا عن شرذمةٍ ضئيلةٍ، فعبر بهم بلاد القبائل التيوتونيَّة ثُمَّ دخل أراضي مملكة المجر، التي كانت حينذاك تحت حُكم الملك كولومان بن گزاي، وما أن علم الأخير باقترابولتر وأصحابه حتَّى رحَّب بِدُخُوله مملكته، وسمح لهُ أن يسير فيها بِحملته، كما أذن لهُ بِعقد سوقٍ عامَّة، إذ كان يعرفُ خبر رحلته ويستصوب هدفه. فسارولتر وجماعته في بلاد المجر آمنين حتَّى بلغوا نهر موريش، وهو الحد الفاصل بين المجر الكاثوليكيَّة والبلقان الأرثوذكسيَّة، ثُمَّ عبر النهر ووصل بِقُوَّاته إلى أرض البلغار وتابع السير حتَّى أصبح على تُخُوم مدينة بلغراد. وكانت طائفةٌ من جماعةولتر قد تخلَّفت وراءه على الجانب الآخر من النهر في بلدةٍ تُعرف باسم «سملين» عند الألمان (بالألمانية: Semlin) و«زيمون» عند الصقالبة (بالسيريلية الصربية: Земун) لِشراء الطعام وبعض المُستلزمات الأُخرى، فأمسك المجريُّون بِهؤلاء الرجال وجرَّدوهم من ملابسهم وضربوهم، ثُمَّ أرسلوهم بعد ذلك إلى أصحابهم خاوي الوفاض، ولم يسعَولتر وجماعته إلى الأخذ بِالثأر كي لا يؤدي ذلك إلى تأخير مسيرتهم، بل مضوا في طريقهم حتَّى جاءوا إلى بلغراد حيثُ طلبولتر من دوق المدينة «نيكيناس» أن يأذن لهم بِعقد سوقٍ يتبايعون فيه، ولكنَّهُ رفض رجاءه، فلم يجد إذ ذاك بُدًّا من أن يضرب مُعسكره أمام المدينة.
حاول الصليبيُّون الجياع المُتعبون، أن يحصلوا على بعض الطعام من أهل البلاد الصقالبة، لكنَّ دوق بلغراد حال دون هذا، فكان من نتيجة ذلك أن انطلق الإفرنج يبحثون عن أيٍّ شيءٍ يسُدُّون به رمقهم، ولم يتحرَّجوا عن أي وسيلةٍ لِالتماسه، فهاجموا بعض الرُعاة المحليين واستولوا على قُطعانهم من الأبقار والأغنام وساقوها إلى المُعسكر، ولم يتمكَّنولتر من كبح جماح جيشه الجائع، وما كان لهُ سوى أن يُشاهد الكارثة تنزل برجاله، إذ سُرعان ما ثارت ثائرة الصقالبة على الإفرنج ما أن علموا بما جرى لإخوانهم الرُعاة من نهبٍ، فهبُّوا إلى أسلحتهم وكرُّوا على الصليبيين كرَّةً ضاريةً، وفتكوا بِجماعةٍ منهم، فيما لاذ الآخرون بِالفرار ولجأوا إلى كنيسةٍ صادفوها أثناء فرارهم، فلاحقهم الصقالبة وأضرموا فيها النار، فمات حرقًا من اعتصموا بها إلَّا قلَّة لاذت بِالفرار مُجددًا. أمام هذا الأمر، أدركولتر أنَّهُ يقود جيشًا عنيدًا لا يعرف النظام ويكترث بما يفعل، فانفصل عن الفئة التي أعجزته عن كبح جماحها وتركهم لِمصيرهم تحت رحمة الصقالبة أو لِيهلكوا أثناء رجوعهم إلى أوطانهم، وسلك بِبقيَّة عسكره مسلكًا حريصًا، فاجتاز بهم الغابات البُلغاريَّة الكثيفة، حتَّى انتهى السير أخيرًا إلى مدينة أترالسة، فصرَّح لِدوقها بِما لحقه من الخسارة وطلب منه أن يُعوِّضه عن ذلك كُلِّه لِأنَّهُ يقود «شعب الله» لِتحرير القبر المُقدَّس، فعطف عليه الدوق وعامله ومن معهُ مُعاملةً كريمةً، وصرَّح لهم بِإقامة سوقٍ يستطيع الجيش أن يشتري منه ما يحتاجه بِثمنٍ معقول، وأعلمهم أنَّهُ لن يحجب عنهم ما يحتاجونه في حملتهم، كما أمدَّهم بِمُرشدين يدلُّونهم على بقيَّة الطريق حتَّى يبلغوا القُسطنطينيَّة. ولمَّا وصلولتر العاصمة الروميَّة، جيء به إلى الإمبراطور ألكسيوس كومنين ونجح في الحُصُول منه على إذنٍ يسمح لهُ بِإنزال جيشه قُرب البلد وبِعقد سوقٍ لِلتجارة، على أن يكون ذلك إلى حين، حتَّى يصل بُطرس الناسك ومن معه.

## خُرُوج جماعة بُطرس الناسك

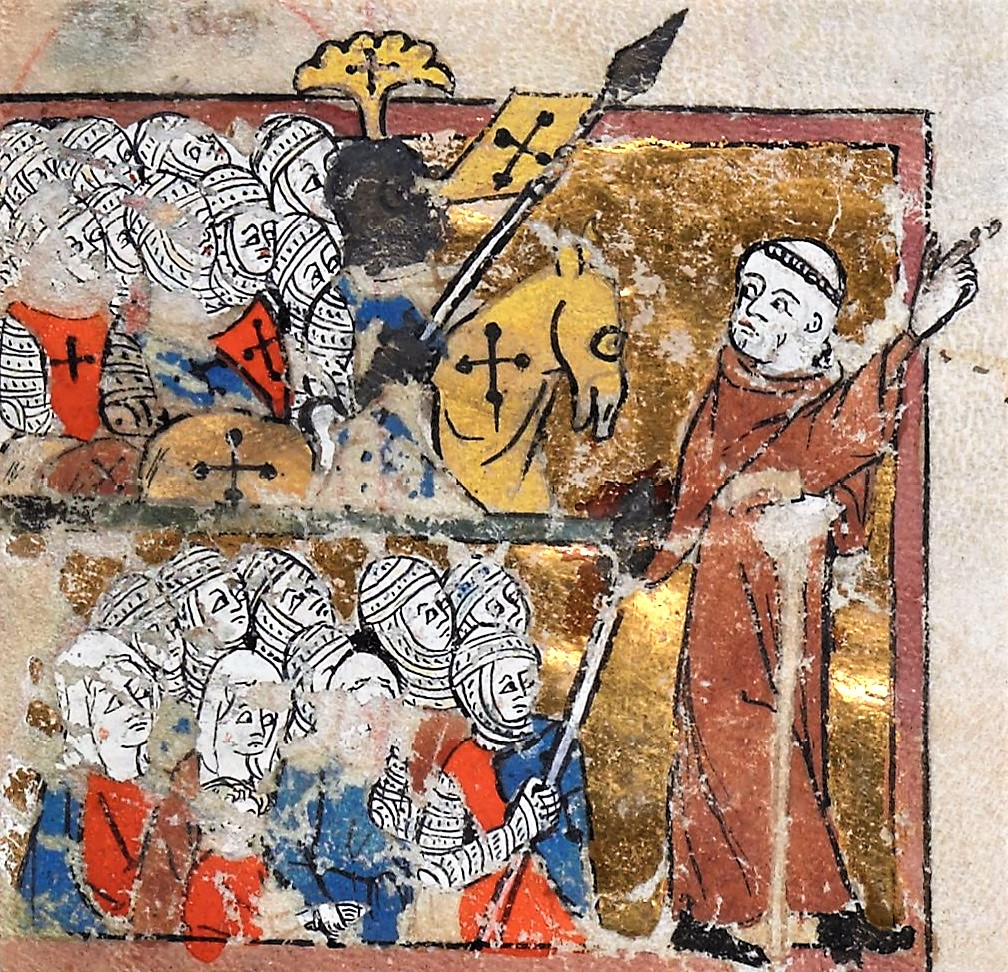
مُنمنمة إفرنجيَّة تعود إلى القرن الرابع عشر الميلاديّ تُصوِّرُ بُطرس الناسك يقود جيشه.

ما كادت تنقضي فترة وجيزة بعد الأحداث التي مرَّت بها جماعةولتر المُفلس، حتَّى انطلق بُطرس الناسك بمن معه من قُلُونية يوم 24 ربيع الآخر 489هـ المُوافق فيه 20 نيسان (أبريل) 1096م، وزحف عبر لوثرنجية وفرنكُنية وباڤاريا والنمسا، وانضمَّ إليه عددٌ كبيرٌ من الألمان بحيثُ صار معهُ جيشٌ مُتنوِّع الأُمم والقبائل والألسُن، وقدَّر وليم الصوري عدده بِقُرابة أربعين ألفًا. وكان من أبرز النُبلاء والأعلام الألمان الذين انضمُّوا إلى بُطرس الناسك: القُمَّسُ «أمِتش  الليننجي» (بالألمانية: Emicho der Leiningen) وراهبان أحدهُما يُدعى ڤُلكمار (بالألمانية: Volkmar) والآخر گُتشلك (بالألمانية: Gottschalk)، بِالإضافة إلى دروگوه قُمَّس نيسل (بالألمانية: Drogo Graf von Nesle)، وهارتمان قُمَّس ديلينگن وكيبورغ (بالألمانية: Hartmann Graf von Dillingen-Kyburg)، وتوما المارلوي (بالفرنسية: Thomas de Marle)، ووليم المولني (بالفرنسية: Guillaume de Melun) المشهور بِـ«وليم النجَّار»، والأخير كان قد سبق لهُ المُشاركة في حربٍ ضدَّ المُسلمين عندما انضمَّ إلى قُوَّات ألفونسو السادس ملك قشتالة لِحصار مدينة تطيلة التابعة لِطائفة سرقسطة، يوم 13 رجب 479هـ المُوافق فيه 23 تشرين الأوَّل (أكتوبر) 1086م. ولمَّا كان هؤلاء الصليبيُّون سيئي التجهيز والاستعداد، فقد نفذت منهم المؤن خِلال فترةٍ قصيرةٍ من خروجهم، بحيث أنهم اضطرُّوا إلى طلب المعونة والاستجداء من أهالي مدينة ترير الألمانيَّة ما أن وصلوها. وكان في المدينة المذكورة جالية يهوديَّة كبيرة، حمل إليهم بُطرس الناسك رسالةً من اليهود الفرنجة تُناشدهم أن يُزوِّدوا الصليبيين بِحاجتهم من الغذاء والعتاد. وبِحسب حوليَّة «سُليمان بن شمشون»، مجهولة المُؤلِّف والمكتوبة بِالعبرانيَّة، فإنَّ يهود المدينة ارتاعوا لمَّا شاهدوا الصليبيين، وأخافتهم هيئة بُطرس الناسك وسطوته على جُنده، فسارعوا إلى تنفيذ طلبه دون تردُّد، غير أنَّ ذلك لم يحل دون ما كان على وشك أن يقع.

### مذبحة اليهود في أوروپَّا الوُسطى

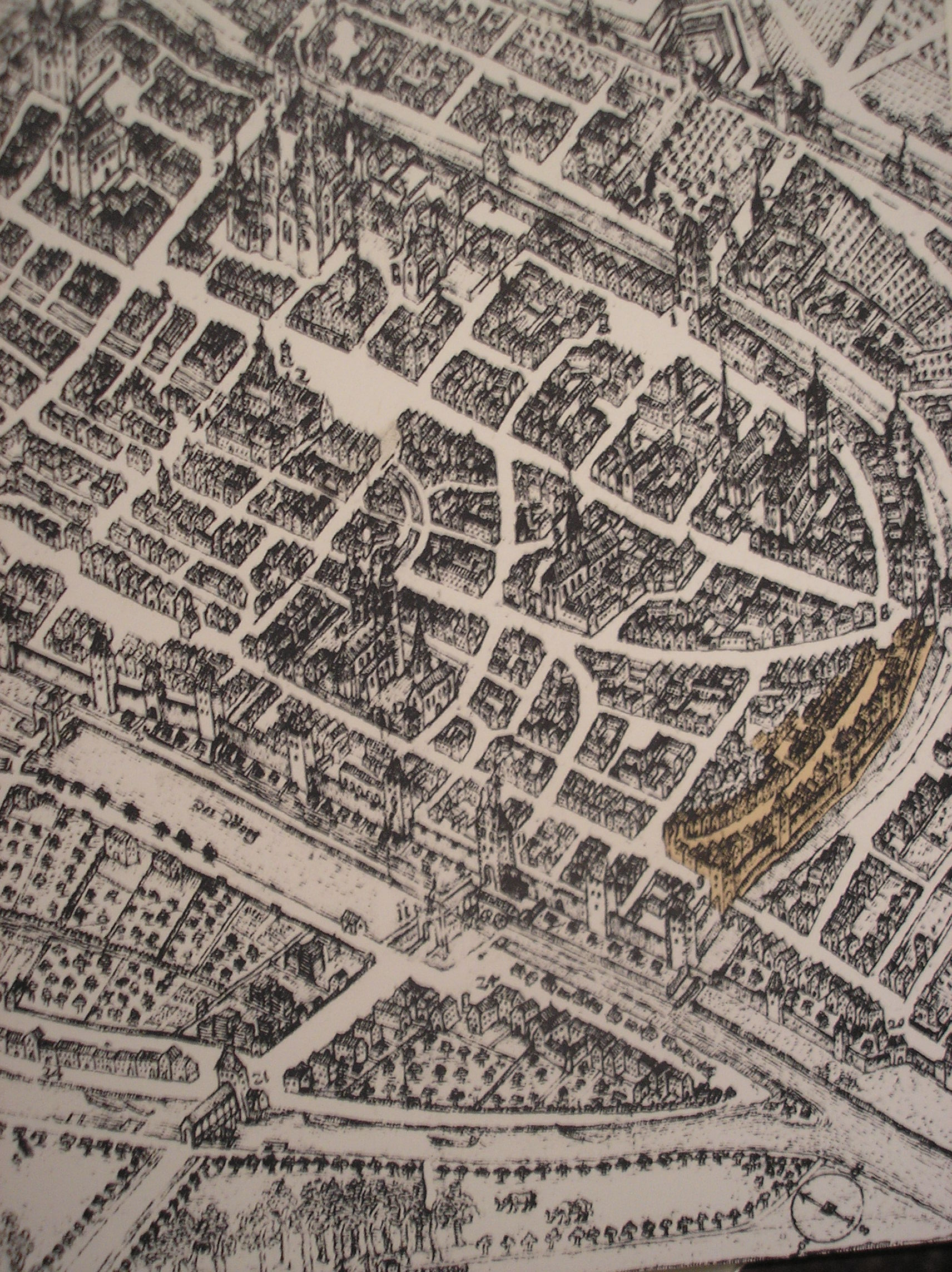
خريطة لِمدينة ڤورمس تعود لِسنة 1630م يظهر فيها الحي اليهودي مُعلَّمًا بِالأصفر.

رُغم تجاوب اليهود مع مطالب بُطرس الناسك، إلَّا أنَّ أُمراء الصليبيين وعوامهم الجائعين والمُفعمين بالمشاعر الدينيَّة المُتطرِّفة، لم يلبثوا أن أخذوا يُهاجمون يهود ترير، فانتظروا حُلُول يوم السبت المُقدَّس عند اليهود، وهاجموهم أثناء صلواتهم، فقتلوا 12 شخصًا منهم ونهبوا مُمتلكات الباقين، وشاركهم في المذبحة أهل المدينة المسيحيين بما فيهم الكهنة والقساوسة، باستثناء فئة قليلة عملت على إيواء وحماية اليهود الهاربين. ووقع العديد من اليهود في أسر الصليبيين، فأُرغموا على التنصُّر بِحدِّ السيف. وكانت حُجَّة الصليبيين وراء هذه الأعمال أنَّهم هجروا أوطانهم لِقتال «أعداء الله»، فلا يصح أن يتركوا فيها أعداءه الآخرين، قتلة المسيح والمُرابين الاستغلاليين. وتابع الصليبيُّون زحفهم نُزولًا مع نهر الرين حتَّى بلغوا مدينة ڤورمس يوم 18 أيَّار (مايو) 1096م، وكان فيها أيضًا جالية يهوديَّة كبيرة. وما أن وصل الصليبيُّون حتَّى سرت شائعة في المدينة مفادها أنَّ اليهود قتلوا مسيحيًّا غليًا بالماء ثُمَّ ألقوا بِجُثَّته في إحدى الآبار لِتسميم مياه الشُرب، فانفصل القُمَّس أمِتش  الليننجي ورجاله عن باقي الجماعة الصليبيَّة لِمُعاقبة اليهود على جُرمهم المزعوم، فارتاع هؤلاء وسارع أغلبهم إلى الهرب والاحتماء بِالأمير الإقطاعي لِلمنطقة المدعو «أدلبرت»، فآواهم في قصره، إلَّا أنَّ قسمًا آخر منهم آثر البقاء والدفاع عن مُمتلكاته وعياله، فكانوا أوَّل من قتلهم الصليبيين. وانضمَّ العامَّة من أهل ڤورمس إلى الصليبيين، فقتلوا كُل من وقعت عليه أيديهم من اليهود، وبعد ثمانية أيَّامٍ من التقتيل المُتواصل، اقتحم هؤلاء قصر الأمير أدلبرت وقتلوا من احتمى فيه من اليهود، ويُروى أنَّ الضحايا كانوا يتلون صلواتهم بِمُناسبة حُلُول شهر «سيوان» بِالتقويم العبراني. يُقدُّر عدد اليهود الذين قُتلوا على يد الصلبيين في ڤورمس بما بين 800 إلى 1,000 شخص، عدا الذين أقدموا على الانتحار، ولم ينجُ منهم إلَّا فئة قليلة عُمِّدت غصبًا، يُذكر من بينهم رجلٌ يُدعى «سمحة بن إسحٰق كوهن»، انقضَّ على ابن أخ الأُسقف الذي كان يُعمِّده، فأرداه قتيلًا، فقُبض عليه وأُعدم على الفور. كما كان من أبرز المقتولين امرأة تُدعى «منَّة الڤورمسيَّة»، كانت من كبار المُرابين في المدينة، وقد خُيِّرت بين اعتناق المسيحيَّة أو الموت، فاختارت الموت.

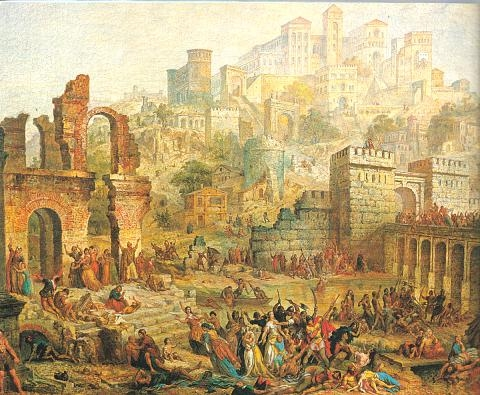
الصليبيُّون يُذبِّحون اليهود في مدينة مَيَانِصَة.

ولم يكتفِ القُمَّس أمِتش  بِذبح اليهود في المدينة سالِفة الذكر، بل توجَّه بِرجاله ومعه كُلٌ من الراهب ڤُلكمار ودروگوه قُمَّس نيسل ووليم النجَّار إلى مدينة مَيَانِصَة وبنيَّته إنزال العقاب نفسه بجاليتها اليهوديَّة، فوصلوها يوم 25 أيَّار (مايو) 1096م، لكن حال بينهم وبين دُخُولها مُطرانها المدعو «روثارد» (بالألمانية: Ruthard)، الذي كان كارهًا لِلعُنف الذي حمله الصليبيُّون معهم، وآوى اليهود في بعض القُصُور والقلاع الصغيرة. لبث أمِتش  ومن معه يومان خارج أسوار المدينة، فسارع اليهود خلال هذه الفترة لِافتداء أنفسهم وعيالهم، وجمعوا بعض المسكوكات الذهبيَّة وقدَّموها لِلقُمَّس المُحاصر على أمل أن يشملهم بعطفه ورحمته، لكنَّ ذلك لم يُجدِ نفعًا، فأصدر أمِتش  أوامره بِاقتحام المدينة يوم 27 أيَّار (مايو)، فتدفَّق إليها الصليبيُّون وأعملوا السيف فيمن وقع بيديهم من اليهود، وحاول تُجَّار المدينة وأرباب المصالح المُرتبطين بِعلاقاتٍ مع اليهود أن يحموهم، فانضمُّوا إلى الجماعة المُسلَّحة التي نظَّمها المُطران روثارد لِدفع الصليبيين وحاولوا قتالهم، لكنَّ تدفُّق هؤلاء بِأعدادٍ كبيرة جعل الكفَّة تميل لِصالحهم، ففرَّ المُطران ناجيًا بحياته، في حين وقع اليهود تحت رحمة الصليبيين، فجرت لهم مذبحة رهيبة، قُتل فيها ما يقرب من 1,100 شخص، عدا من انتحر أو أُجبر على التنصُّر، وعدَّ بعض الباحثين هذا الحدث أوَّل مجزرة مُنظَّمة ضدَّ اليهود في أوروپَّا. بعد ذلك عاد أمِتش  وأصحابه إلى قُلُونية حيثُ فتكوا بِمزيدٍ من اليهود القاطنين في المنطقة واستولوا على أموالهم، كما انضمَّ إليهم المزيد من العوام الراغبين بِالذهاب إلى الديار المُقدَّسة، ثُمَّ قفل وعاد مُتتبعًا مسار بُطرس الناسك.

### الصليبيُّون في المجر

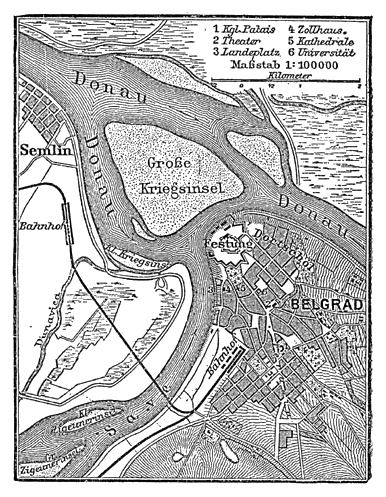
خريطة تعود لِسنة 1888م تُظهر مدى قُرب سملين وبلغراد من بعضهما.

خِلال الفترة التي قضاها أمِتش  الليننجي ومن معه بِالإغارة على اليهود وقتلهم، كان بُطرس الناسك وجماعته قد أشرفوا على تُخُوم مملكة المجر، فبعث بِرسالةٍ إلى ملكها كولومان بن گزاي يستأذنه بِالعُبُور، فجاءه الإذن بِذلك على أن يسير في البلاد دون إثارة المتاعب، وحذَّره بِأنَّ العقاب سينزل بِكُلِّ من يُحاول السلب والنهب. وعبر جيش بُطرس المجر بِسلام، انطلاقًا من شوپرون، في أواخر شهر أيَّار (مايو) وأوائل حُزيران (يونيو)، وكان بُطرس على ظهر حماره، والفُرسان الألمان على خُيُولهم، بينما كانت المُؤن التي معهم وصُندوق النُقُود التي جمعها من أجل الرحلة على عرباتٍ مُكتظَّةٍ بِالناس، على أنَّ الكثرة الغالبة كانت ترتحل سيرًا على الأقدام، وكانوا يقطعون خمسةٍ وعشرين ميلًا في اليوم إذا كانت الطُرق جيِّدة. وصل الجيش إلى بلدة «سملين»، التي شهدت الاقتتال بين أتباعولتر المُفلس والأهالي قبل فترة، يوم 20 حُزيران (يونيو) 1096م، وهُناك بدأت المتاعب، ولا يُعرف على وجه الدقَّة ما تسبَّب بِالأعمال العدائيَّة، لكن يُرجَّح أن يكون حاكم المدينة قد شعر بِالخطر من حجم الجيش الصليبي، فاجتمع بِنظيره الدوق «نيكيناس» صاحب بلغراد وحاولا تشديد شُرُوط العُبُور ولوائح الميرة، ممَّا أثار شُكُوك الصليبيين، لا سيَّما وأنهم قد سمعوا إشاعاتٍ من القرويين عمَّا حصل لِرجالولتر، وخشوا أن يكون الحاكمان قد تآمرا ضدَّهم، وصدمتهم رؤية ملابس وأسلاب وسلاح رجالولتر الستَّة عشر التي كانت مُعلَّقةً على أسوار المدينة رمزًا لِانتصار المجريين عليهم، فغضبوا كُلَّ الغضب، واتخذوا من خلافٍ وقع بين بعض أفرادهم وأهل المدينة بِشأن الحُصُول على الميرة ذريعةً لِإثارة الشغب الذي ما لبث أن تطوَّر إلى معركةٍ أُعدَّ لها مُسبقًا. ويرى المُؤرِّخ اللُبناني مُحمَّد سُهيل طقُّوش أنَّ ما جرى يُعد دليلًا على عدم صلاحيَّة بُطرس الناسك لِقيادة خليطٍ من المُقاتلين ذوي التوجُّهات المُختلفة، منهم التقيَّ الصالح ومنهم المُجرم الطالح، إذ يُقال أنَّ بُطرسًا لم يكن راغبًا بِقتال أهل سملين، لكنَّ أحد أتباعه، المدعو «گودفري بوريل» (بالفرنسية: Geoffrey Burel)، لم يستجب لِرغبة زعيمه، فقاد جمعًا من الرجال واقتحم بهم المدينة، وأعمل السيف في أهلها، ثُمَّ اقتحم قلعتها وقتل حاميتها، واستولى على كمٍّ هائلٍ من مخزونات المُؤن، وفرَّ بعض الأهالي من المجزرة فألقوا بِأنفُسهم في نهر صوه وحاولوا السباحة إلى صوب بلغراد، فَلقُوا حتفهم غرقًا. ويُقدُّر عدد ضحايا هذه المذبحة بقُرابة أربعة آلاف شخص. أقام الصليبيُّون خمسة أيَّامٍ في المدينة المنكوبة بِسبب ما وجدوه فيها من وافر الطعام، ثُمَّ جاءتهم الأخبار بِأنَّ ملك المجر - وقد هزَّهُ نبأ المذبحة التي جرت على شعبه - استدعى إليه قُوَّاته الحربيَّة من شتَّى أرجاء تلك الناحية واستعدَّ استعدادًا كبيرًا لِلثأر لِدماء رعيَّته، فدبَّ الخوف في نُفُوس الصليبيين، فهرعوا على وجه السُرعة لِعُبُور نهر صوه، واقتلعوا من البُيُوت المهجورة أخشابها لِيصنعوا منها أطوافًا يعبرون عليها النهر، وحاول دوق بلغراد نيكيناس أن يحول دون عُبُور الصليبيين لكنَّهُ فشل في ذلك، وتحقَّق من عدم كفاية جُنُوده لِلتعامل مع مثل هذا الحشد الهائل، فانسحب إلى نيش حيثُ موقع القيادة العُليا العسكريَّة للمُقاطعة، وعلى أثر رحيله هجر أهالي بلغراد المدينة ولاذوا بِالجبال. وفي يوم 26 حُزيران (يونيو) شقَّ الصليبيُّون طريقهم بِصُعُوبةٍ عبر نهر صوه، ثُمَّ دخلوا بلغراد فوجدوها خاويةً على عُرُوشها، فنهبوها وأشعلوا فيها النيران، ثُمَّ ساروا ثمانية أيَّامٍ اجتازوا خلالها غابةً كثيفةً بالغة الاتساع خرجوا منها إلى نيش الحصينة.

### واقعة نيش وتشتُّت جيش أمِتش  الليننجي

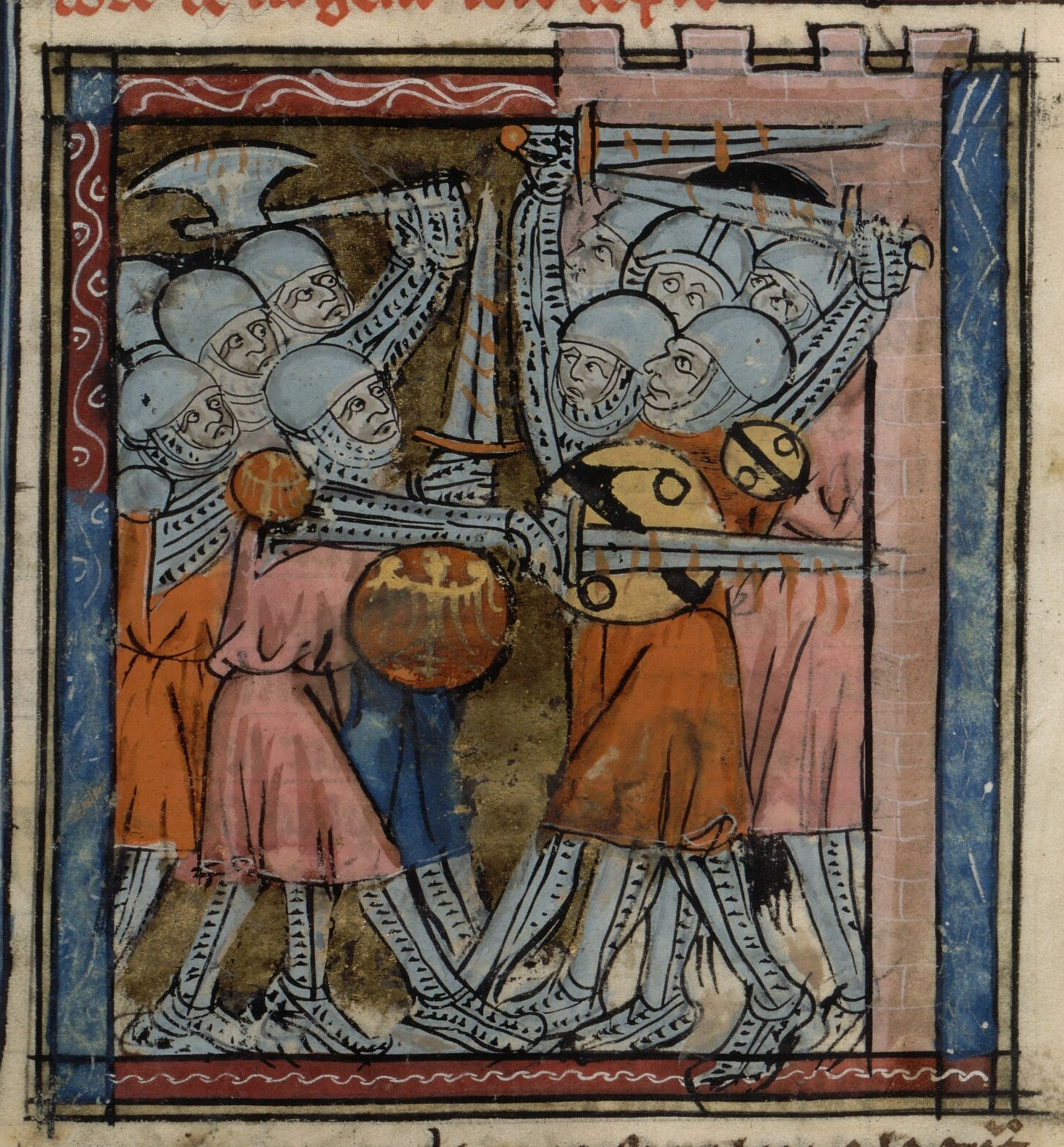
اقتتال الصليبيين وأهل نيش وجُنُودها.

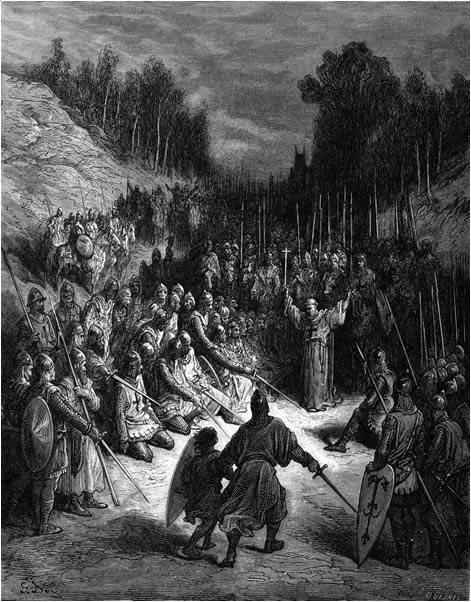
اجتماع من تبقَّى من الصليبيين على بُطرس الناسك، بُعيد واقعة نيش الكارثيَّة.

ضرب جيش بُطرس مُعسكره على مقرُبةٍ من أسوار نيش يوم 3 تمُّوز (يوليو)، ولمَّا كانت المؤونة التي حملها الصليبيُّون معهم قد أخذت بِالنفاذ وأصبح العسكر يُواجه نقصًا بيِّنًا في الطعام، فقد أرسل بُطرس على الفور إلى «نيكيناس» طالبًا منه المدد، وأن يسمح لهم بِإقامة سوقٍ بِشُروطٍ كريمةٍ وأسعارٍ مُعتدلةٍ كي يستطيعوا الحُصُول على مُتطلِّبات الحياة اليوميَّة الضروريَّة. وكان نيكيناس قد بعث إلى الإمبراطور البيزنطي في القُسطنطينيَّة بِاقتراب بُطرس، وكان ينتظر حُضُور المسؤولين الحُكُوميين والحرس الإمبراطوري لِمُرافقة الصليبيين إلى العاصمة، وكانت هُناك حاميةً كبيرةً في نيش مدعومةً بِأعدادٍ من الصقالبة والمُرتزقة المجريين، لكن يبدو أنَّها كانت غير كافية لِتأمين مُصاحبة بُطرس وجماعته إلى أن يأتي الجُنُود القادمون من القُسطنطينيَّة، ومن الناحيةٍ الأُخرى كان السماح لِمثل هذا الحشد الغفير بِالتريُّث طويلًا في نيش أمرًا غير عملي وخطيرًا في الوقت نفسه؛ ولِذلك طلب نيكيناس من بُطرس أن يبعث إليه بِرهائن إلى أن تتم الغاية من وُجودهم، فيأخذون متاعهم ومؤونتهم ويمضون إلى القُسطنطينيَّة، فوافق بُطرس على ذلك وأُمكن توفير كميَّات هائلة من الزاد لِكُلِّ الجيش، كما تبرَّع الكثير من أهل المدينة بِصدقاتٍ لِلصليبيين الفُقراء، بل طلب البعض الاشتراك في الحملة. وفي الصباح التالي شرع الصليبيُّون في مسيرهم نحو القُسطنطينيَّة، وبينما كانوا يُغادرون المدينة أشعل بعض الألمان العابثين النيران في سبع طواحين هوائيَّة، فأتت عليها وجعلتها رمادًا. كما راحوا يقذفون بِالنار بُيُوت بعض الأهالي الواقعة خارج الأسوار، فأحرقوها هي الأُخرى، ثُمَّ سارعوا لِلانضمام إلى بقيَّة الجيش الذي كان الجانب الأكبر منه قد ارتحل دون أن يُدرك عناصره ولا قائدهم بُطرس ما حصل. كان سبب هذا العدوان مُشاجرة وقعت بين أولئك الألمان ورجلٌ من أهل نيش في الليلة السابقة، وما أن سمع نيكيناس بِذلك حتَّى ثار غضبه، وخرج على رأس جُنُُوده لِضرب مُؤخرة الجيش، وانضمَّ إليهم جمعًا كبيرًا من الأهالي الغاضبين ولاحقوا الجيش الصليبي وكرُّوا على مُؤخرته كرَّةً عنيفة، وراحوا يعملون سُيُوفهم فيها، واستولوا على العربات المُحمَّلة بِشتَّى أنواع المُؤن، وسبوا النساء والأولاد والشُيُوخ الذين كان تقدُّمهم بطيئًا، وعادوا إلى المدينة مُحمَّلين بِالغنائم.
وكان بُطرس الناسك على حماره في مُقدِّمة الجيش على بُعد ميلٍ تقريبًا، ولم يعلم بِشيءٍ من كُلِّ هذا إلى أن طالعه رسولٌ آتٍ من المُؤخرةٍ على عجل، وأخبره بما حدث، فكرَّ راجعًا على الفور لِمُقابلة نيكيناس واحتواء الموضوع، ولمَّا طالعت الصليبيين جُثث إخوانهم الصرعى ثارت ثائرتهم، وانتشرت بين صُفُوف الجيش شائعاتٌ عن القتال والخيانة، وفي نفس الوقت كان أهل المدينة غاضبين وعلى وشك الانفجار بِوجه الصليبيين، واشتعلت شرارة المعركة حينما انقضَّت جماعة من المُتهورين وأغارت على حُصُون المدينة، فدفعتهم الحامية وشنَّت عليهم هُجُومًا مُضادًا، وحاول بُطرس كبح جماح رجاله وُمحاولة إعادة الاتصال بِنيكيناس، لكنَّهُ فشل في مسعاه، فقد اندفع قُرابة ألفٍ من أتباعه مُحاولين تجديد الهُجُوم، فما كان من نيكيناس إلَّا أن أطلق قُوَّاته كُلُّها على الصليبيين، فهزمهم هزيمةً نكراء وأوقع بهم مذبحةً مُروِّعة، وحاول بعضهم الفرار عبر النهر فماتوا غرقًا. ولم يتمكَّن الفُرسان أو الرُّعاع من الصُمُود أمام هذا الضغط، فتخلُّوا عن مواقعهم ولاذوا بِالفرار، ولم يلبث أن انفرط عقد الجيش كُلِّه، فتتبعهم نيكيناس وقتل العديد منهم وأسر نسائهم وأولادهم. وتمكَّنت فئة ضئيلة، تُقدَّر بِقُرابة خمسُمائة شخص، من النجاة بِنفسها، فاحتموا في أعماق الأدغال التي يصعب الوُصُول إليها، وكان من جُملتهم بُطرس نفسه، الذي فقد ضمن ما فقد خزينة أمواله، فالتفَّ الجميع حوله وارتدُّوا جميعًا إلى تلٍّ صغيرٍ مكثوا فيه ثلاثة أيَّام. ولمَّا كان اليوم الرابع، أقبل الهاربون من الأماكن الخفيَّة التي تواروا فيها، فصار عددهم نحو سبعة آلاف، فأكملوا مسيرتهم على الطريق وقد نفذ منهم الطعام وصاروا بِحالةٍ يُرثى لها، واكتشفوا أنهم فقدوا رُبع عددهم. وفي غُضُون ذلك الوقت كان أمِتش  الليننجي قد دخل بلاد المجر مُقتفيًا أثر بُطرس الناسك، فأساء أتباعه إلى السُكَّان واستسلموا لِلكسل وشُرب الخمر، وسرقوا السلع من الدكاكين والأسواق العامَّة، وقتلوا الناس في المنازل والشوارع، دون إبداء أي اهتمام بِقواعد الضيافة، ما أثار الملك كولومان بن گزاي، وحتَّى يُوفِّر على جُنُوده عبء القتال معهم، عرض عليهم تسليم أسلحتهم مُقابل العفو عنهم، فوافقوا، عندئذٍ أخذهم الجُنُود بِالسيف وأبادوا أكثرهم، وعاد من نجا إلى بلاده، وكان من جُملة هؤلاء أمِتش  نفسه، الذي رجع إلى إمارته الألمانيَّة موصومًا بِالعار.

### بُلُوغ القُسطنطينيَّة

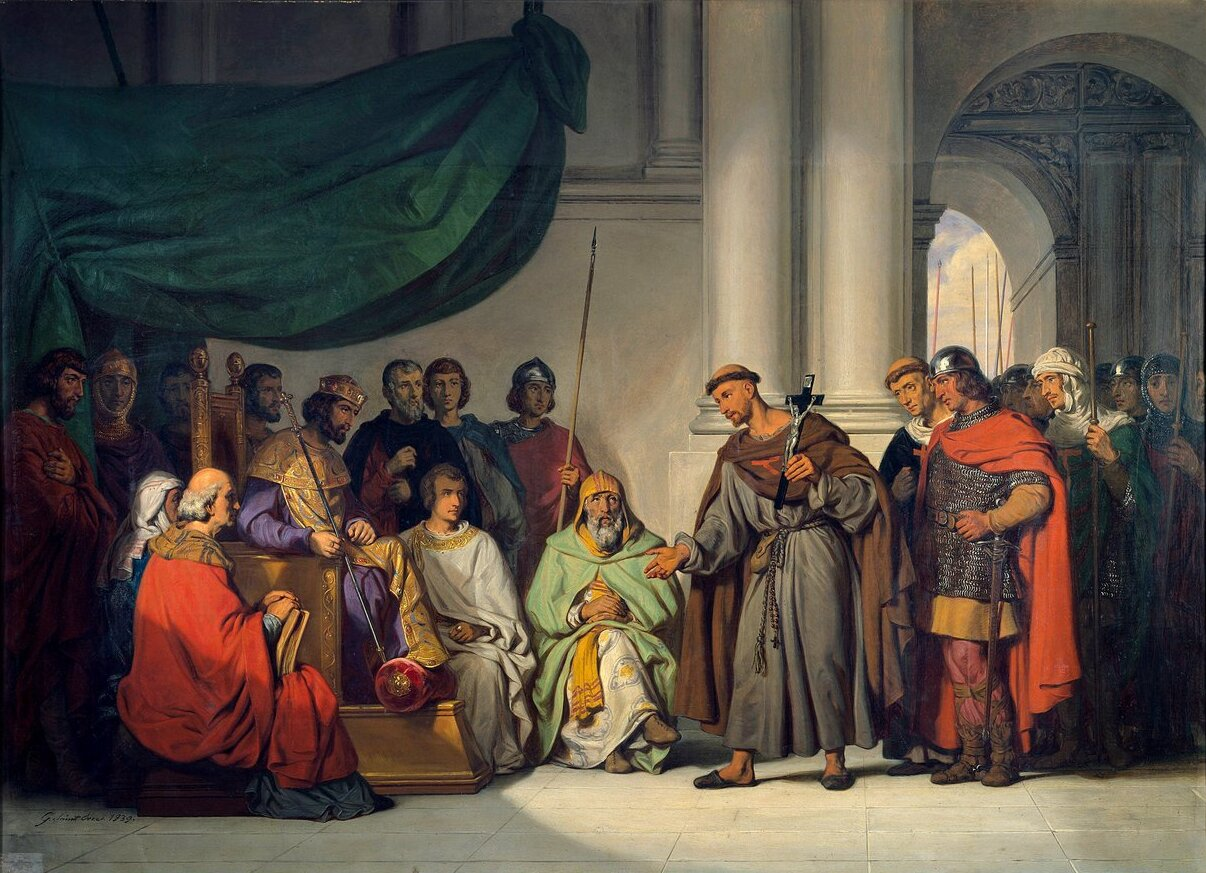
بُطرس الناسك ماثلًا بين يديّ الإمبراطور البيزنطي بُعيد بُلُوغه عاصمة الروم.

تابع بُطرس الناسك وجماعته زحفهم ناحية القُسطنطينيَّة تحت ظُرُوفٍ بالغة المشقَّة، وحال بينهم وبين الهلاك أن صادفوا مدينة بيلاپلانكة التي كان أهلها قد هجروها، فتوقفوا فيها لِجمع المحصول المحلِّي، وهُناك لحق بهم مُشرَّدون كثيرون آخرون. وفي 12 تمُّوز (يوليو) 1096م، وصل الجمع إلى مدينة أترالسة حيثُ قابلهم المبعوثون والحرس الإمبراطوري الذين أتوا من العاصمة الروميَّة لِمُرافقتهم، ومعهم تعليمات من الإمبراطور بِتزويدهم بِكامل ما يلزمهم، وألقى عليهم رئيس الوفد الرومي رسالةً من إمبراطوره قائلًا:
| حملة الفقراء الصليبية | أَيُّهَا السَّادَةُ النُّبَلَاَء الْعِظَام: لِقَد وَصَلَتْ إِلَى سَمْعِ الْإمْبرَاطُورِ شَائِعَةً تَتَضَمَّنُ رُمْيُّكُمْ بِتُهْمَةٍ شَنِيعَةٍ ذَاتُ طَبِيعَةٍ نَكْرَاءٍ، وَتَقَوُّلُ أَنَّكُمْ سِرْتُم سَيْرَةً خَرْقَاءَ فِي إمْبِرَاطُورِيَّتِهِ، وَأَنَّكُمِ اِرْتَكَبْتُم أَمْرًا إدًّا فِي حَقِّ سُكَّانِ الْبِلَادِ وَحَقِّ رَعَايَاِهِ، وَأَثَرْتُم القَلَاقِلَ وَالْاِضْطِرَابَاتِ، فَإِذَا طَمَّعْتُم فِي أَيِّ وَقْتٍ فِي نَوَالِ عَطْفِهِ، وَأَنْ تَقَعُوا عِنْدَ جَلَاَلَتِهِ مَوْقِعَ الرِّضَا فَإِنَّنَا نَنْهَاكُمْ - بِأَمْرِهِ - أَلَّا تُفَكِّرُوا فِي الْبَقَاءِ بِأَيِّ مَدِينَةٍ مِنْ مُدُنِهِ أَمَدًّا يُجَاوِزُ ثَلَاثَةَ أيَّامٍ، وَعَلَيْكُمْ أَنْ تَشْدُوَا رَحَالَكُمْ سَرِيعًا إِلَى الْقُسْطَنْطِينِيَّةِ فِي اِنْضِبَاطٍ وَنُظَّامِ تَامَّين، وَسَنَدِلُّ الْجَيْشَ عَلَى الطَّرِيقِ، وَنُعَيِّنُكُمْ بِمَا تَحْتَاجُونَهُ مِنَ الطَّعَامِ بِثَمَنٍ مَقْبُولٍ | حملة الفقراء الصليبية |

شدَّت هذه الكلمات من عزيمة الصليبيين، ومُنذ ذلك الحين سارت حملتهم سيرًا يسيرًا، فلمَّا وصلوا مدينة فيلپَّة تبرَّع لهم أهلها بِالأموال والخُيُول والبغال بعدما تأثَّروا تأثُّرًا عميقًا بِأقاصيص مُعاناتهم. وقبل وُصُولهم إلى مدينة أدرنة بِمسيرة يومين قابلهم مبعوثون آخرون وحيُّوا بُطرس بِرسالةٍ كريمةٍ من الإمبراطور مفادها أنَّه قرَّر أن يغفر لِلحملة ما ارتكبته من جرائم، إذ أنَّها عوقبت بِالفعل بما فيه الكفاية، فتأثَّر بُطرس وبكى فرحًا. وشدَّ القوم من عزيمتهم حتَّى بلغوا القُسطنطينيَّة يوم 1 آب (أغسطس) 1096م، فلمَّا بلغوها وجدوا بهاولتر المُفلس وقُوَّاته التي كانت معه في انتظار قُدُومهم، فانضمَّ المُعسكران بعضهما إلى بعض، وخيَّموا في الموقع الذي خُصِّص لهم، وأرسل الإمبراطور البيزنطي إلى بُطرس الناسك يستدعيه لِلمُثُول أمامه، فدخل المدينة ووقف في الحضرة المُلُوكيَّة، فسأله الإمبراطور عن مقصده من وراء هذه الحركة الكبيرة ودوافعه إليها، فأسهب بُطرس في شرح الأمر بِفصاحته المعهودة وبلاغته الكبيرة، وأخبر الحاضرين أنَّ أكبر أُمراء الغرب قادمون في أثره، فأُعجب به كبار رجال القصر، كما أظهر الإمبراطور ميلًا إليه، فأثنى على هدفه ثُمَّ صرفه مُحمَّلًا بِالهدايا. لكنَّ الإمبراطور أدرك بِعينه الخبيرة، أنَّ هذه الحملة لم تكن بِذات وزن، وخشي إن عبرت إلى الأناضول أن يُدمِّرُها المُسلمون على الفور، على أنَّ الفوضى الضاربة بين أفراد الحملة دفعتهُ إلى أن يُعجِّل بِمُغادرتها القُسطنطينيَّة. ففي الأيَّام القليلة التي تلت وُصُول الصليبيين، عاد الرُّعاع إلى غوغائيَّتهم التي تسبَّبت لهم بِالمتاعب في البلقان، فأخذوا يتسلَّلون في جنح الظلام إلى أحياء القُسطنطينيَّة، فيسرقون بُيُوتها ويغتصبون نساءها، حتَّى الكنائس والأديرة لم تنجُ منهم، وبعد أن نهبوا جميع ما في هذه الكنائس من ذهبٍ وفضَّةٍ وتُحفٍ ورياش، صعدوا أسطحتها فخلعوا صفائح الرصاص التي تُغطِّيها لِيبيعوها في أسواق المدينة جهارًا. فكان لا بُدَّ لِلإمبراطور أن يضع حدًّا لِهذه الفوضى التي عمَّت عاصمته، فقرَّر نقل الصليبيين كيفما اتَّفق إلى الساحل الآسيوي.

## نهاية الحملة

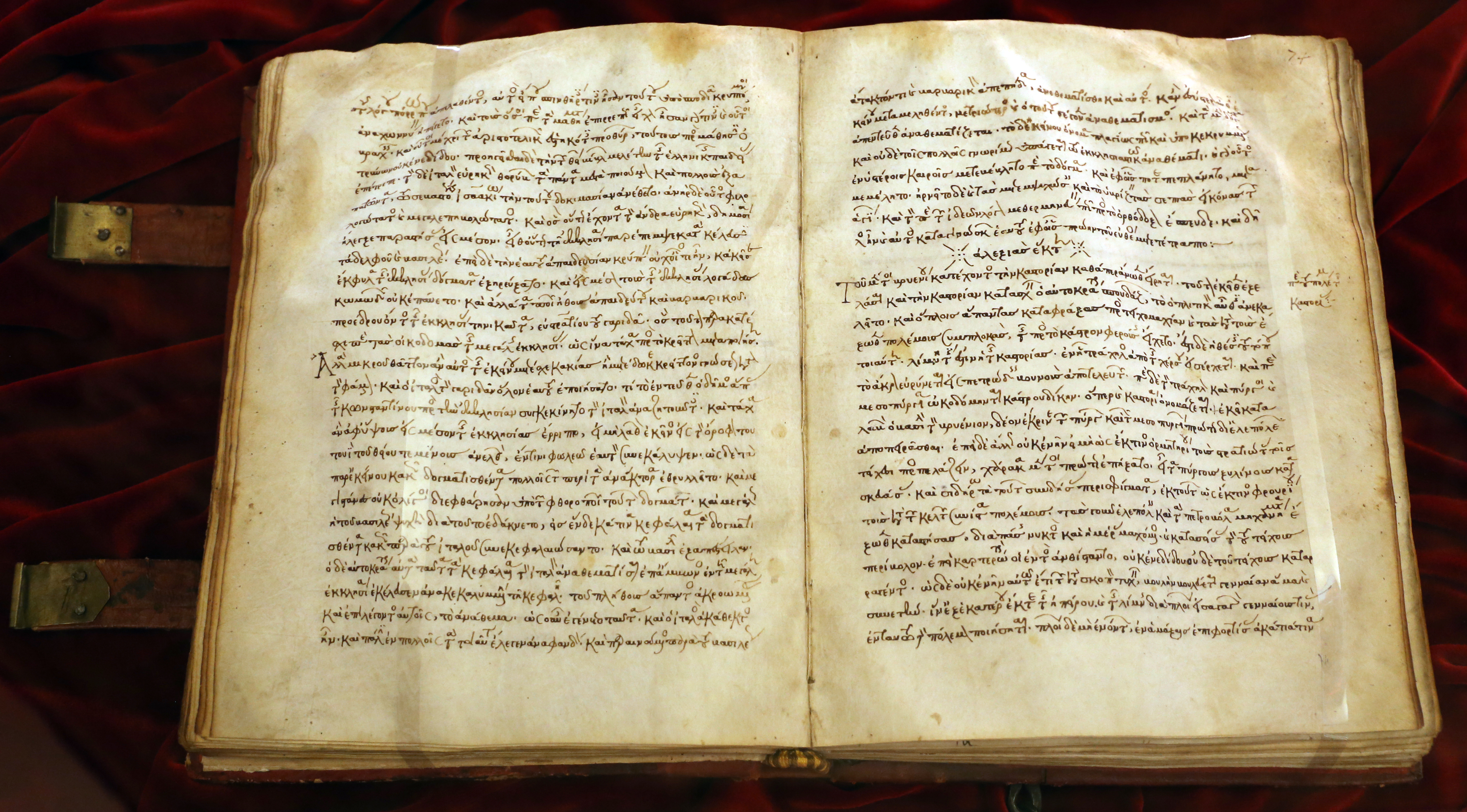
نسخة تعود إلى القرن الثاني عشر الميلاديّ لِكتاب الأليكسياد الذي وضعته حَنِّة كُومنِين ابنة الإمبراطور البيزنطي، ووثَّقت فيه أحداث حملتيّ الفُقراء والنُبلاء الصليبيتين، بما فيها تعديات رُعاع حملة الفُقراء على أهالي الأناضول الآمنين. يُحتفظ بِهذه النسخة في المكتبة اللورنتيَّة بِفلورنسة.

نقلت المراكب الروميَّة جميع الصليبيين عبر بحر مرمرة إلى الأناضول يوم 6 آب (أغسطس) 1096م، وألقت بهم على ساحل بِثِينِيَة. وعلى الرُغم من الضرر الذي ألحقه الصليبيُّون بِرعايا الإمبراطور الآمنين، فإنَّهُ استمرَّ يُحسن النُصح إليهم، فأشار عليهم بِالتجمُّع والانتظار عند أحد المراكز الحصينة قُرب مضيق البوسفور حتَّى تأتيهم الإمدادات والجُيُوش النظاميَّة من الغرب. ولكنَّ جُمُوع العامَّة لم يستطيعوا ضبط أنفُسهم والكف عن النهب والسلب، فساروا على طول شاطئ مرمرة ينهبون الكنائس والمنازل دون أن يكبح جماحهم شيء، حتَّى أنهم نهبوا مدينة نيقوميدية التي كانت مهجورةً مُنذُ أن هاجمها السلاجقة قبل خمسة عشر سنة، وهُناك نشب شجارٌ بين أعضاء الحملة من الألمان والنورمان من جهة، والفرنجة من جهةٍ أُخرى؛ فقد شقَّ الأولون عصا الطاعة على قيادة بُطرس وانتخبوا قائدًا لهم أحد النُبلاء النورمان، المدعو «رينالد النورماني». ومن مدينة نيقوميدية تحوَّل الجُزءان المُكوِّنان لِلجيش بِاتجاه الغرب إلى أن وصلا إلى مُعسكرٍ حصينٍ يُسمَّى بِالروميَّة «سيبوتوس»، وسمَّاه الصليبيُّون «سيڤيتوت» (باللاتينية: Civetot)، فأقاموا فيه مُعسكرهم لِخصب المنطقة ولِإمكانيَّة إحضار الإمدادات من القُسطنطينيَّة بِسُهُولة. وراحت جُمُوع الألمان والنورمان والفرنجة تتسابق وتتنافس في شن الغارات على المناطق الزراعيَّة المُجاورة، فسلبوا سُكَّان القُرى ماشيتهم ودوابهم، واعتدوا عليهم واقترفوا بِحقِّهم أعمالًا جُرميَّةً رهيبة، دون تفرقةٍ بين المُسلمين والنصارى، وفي ذلك يقول المُؤرِّخ الفرنسي گوستاڤ لوبون (بالفرنسية: Gustave Le Bon): «...وَاِقْتَرَفَ هَؤُلَاءِ مِنَ الْجَرَائِمِ نَحْوَ الْمُسْلِمِينَ وَالنَّصَارَى مَا لَا يَصْدِرُ عَنْ غَيْرِ الْمَجَّانِينَ مِنَ الْأَعْمَالِ الْوَحْشِيَّةِ، وَكَانَ مَنْ أَحُبِّ ضُرُوبِ اللَّهْوِ إِلَيْهِمْ قَتَلَ مَنْ يُلَاقُونَ مِنَ الْأَطْفَالِ وَتَقْطيعِهِمْ إِرْبًا إِرْبًا وَشْيِهِمْ كَمَا رَوَتْ حَنِّة كُومنِين بِنْتُ قَيْصَرِ الرُّومِ». ووصلت أنباء مجازر الصليبيين إلى مسامع الإمبراطور البيزنطي، فأرسل إليهم كُتُبًا يُحذِّرهم مغبَّة ما يقترفون، وينهاهم عن التجرُّؤ على الابتعاد أو استفزاز المُسلمين، ويأمرهم بِالبقاء في الموضع الذي خُصِّص لهم، وأن ينهجوا النهج القويم إلى حين وُصُول القادة والأُمراء الغربيين الذين قال بُطرس أنهم قادمون وراءهم.
استجاب بُطرس لِكلام الإمبراطور، لكنَّ سُلطته على أتباعه كانت تتضائل، وسطوته تخف شيئًا فشيئًا، وبدلًا من أن يستجمع الصليبيُّون قُوَّتهم في هُدوءٍ، انقسموا إلى فريقين: الألمان والنورمان بِرئاسة رينالد النورماني من جهة، والفرنجة أبناء جلدة بُطرس من جهةٍ أُخرى، ويبدو أنَّ الأخيرين أذعنوا لِقيادة گودفري بوريل، صاحب مجزرة مدينة سملين، والذي وصفه وليم الصوري بِأنَّه كان صُعلُوكًا. وخاف بُطرس من تهوُّر جماعته وافتراق كلمتهم، فعاد وعبر إلى القُسطنطينيَّة على أمل أن يحصل على تخفيض ثمن ما يشترونه من الروم، وعلى ظُرُوفٍ أحسن في المُتاجرة، لعلَّ وعسى يحول ذلك دون إغارة الصليبيين على القُرى والبلدات. اغتنم الصليبيُّون، الذين لم يألفوا النظام، فُرصة تغيُّب بُطرس، فصاروا يتنافسون في الإغارة على الأهالي الآمنين وسلبهم مواشيهم وتعذيبهم ثُمَّ قتلهم، رُغم أنَّ كُلِّ القرويين كانوا مسيحيين أروام. وفي أواسط شهر أيلول (سپتمبر) 1096م، تجاسر عدَّة آلاف من الفرنجة بِالتوغُّل حتَّى بوَّابات مدينة نيقية، وهي عاصمة سلاجقة الروم آنذاك، فخرَّبوا القُرى الواقعة في الجوار وارتكبوا بعض المذابح، فأرسل إليهم السُلطان قلج أرسلان بن سُليمان فصيلةً لِقمعهم، لكنَّها انسحبت عائدةً إلى العاصمة السُلجُوقيَّة بعد قتالٍ مرير. ثُمَّ عاد الصليبيُّون إلى «سيڤيتوت» حيثُ باعوا الأسلاب لِرفاقهم ولِلبحَّارة الروم الذين كانوا بِجوار المُعسكر. ورأى الألمان ما صادفه الفرنجة من النجاح في غزوتهم هذه، فثارت لديهم نوازع الغيرة وتملَّكتهم الرغبة في مُجاراتهم في السلب والنهب، فانطلقت في أواخر الشهر سالف الذِكر حملة بِقيادة رينالد النورماني قوامها قُرابة ستة آلاف رجل وجاوزوا نيقية ناهبين مُخرِّبين، على أنَّهم أبقوا على الأهالي النصارى ولم يتعرَّضوا لهم، وكان في تلك الناحية - وعلى بُعد أربعة أميالٍ من نيقية نفسها - مدينةٌ حصينة تقع على سطح إحدى التلال، تُعرف عند الروم بِـ«إكسيريگوردوس» (باليونانية: Ξερίγορδος) فهاجمها الألمان أعنف هُجُوم واستولوا عليها رُغم استبسال أهلها في مُقاومتهم، لكنَّهم فتكوا بهم وملكوا كُلَّ ما في البلد، ثُمَّ أعجبهم جمال الناحية وغناها، فحصَّنوها تحصينًا قويًّا، وعقدوا العزم على البقاء هُناك حتَّى يصل الأُمراء والقادة من الغرب، واتخذوها قاعدة انطلاقٍ لِلإغارة على الأراضي الزراعيَّة المُجاورة، وحرَّفوا اسمها فصار يُلفظ «إكسيريگوردون» (باللاتينية: Xerigordon) أو «إكسوروگورگوم» (باللاتينية: Exorogorgum).
أثارت هذه التعديات حفيظة قلج أرسلان، فأرسل أحد كبار قادته العسكريين، المدعو «إيلخانوس»، على رأس جيشٍ كبيرٍ لِاسترداد القلعة، فضرب الحصار عليها يوم 9 شوَّال 489هـ المُوافق فيه 29 أيلول (سپتمبر) 1096م، ومنع عنها الماء بعد أن استولى على النبع والبئر اللذين يُغذيانها، فاستبدَّ اليأس بِالمُحاصرين لِدرجة أنهم اضطرُّوا إلى امتصاص الرُطُوبة من الأرض، وقطعوا شرايين وأوردة خُيُولهم وحميرهم لِيشربوا دمائها، بل وشربوا بول بعضهم البعض، وحاول قساوستهم عبثًا تهدئتهم وتشجيعهم. وبعد ثمانية أيَّام من المُعاناة قرَّر رينالد النورماني الاستسلام، وفتح البوَّابات، وأعلمه السلاجقة أنَّ الحالة الوحيدة التي لن تُهدر فيها دماء الصليبيين هي إن اعتنقوا الإسلام، فقبل رينالد وجماعة من أتباعه وأشهروا إسلامهم، فساقهم السلاجقة إلى أنطاكية وحلب وبعيدًا داخل خُراسان، وقُتل كُلُّ من بقي على دينه من المُحتلين الغربيين. وفي أوائل تشرين الأوَّل (أكتوبر) من السنة سالِفة الذِكر، وصلت أنباء استيلاء الألمان على حصن «إكسيريگوردوس» إلى المُعسكر الصليبي في «سيڤيتوت»، ولجأ السلاجقة إلى خطَّةٍ ذكيَّةٍ كي يستدرجوا أهل الحصن إلى كمينٍ سبق إعداده وإبادتهم، فأرسل قلج أرسلان اثنين من جواسيسه أشاعا بِأنَّ الألمان استولوا على نيقية نفسها وغاصوا في الأسلاب يغترفونها. أثارت تلك الشائعة نشوةً صاخبةً في المُعسكر الصليبي، وتصايح الجُنُود مُطالبين السماح لهم بِالسير إلى نيقية، وكاد الأمر أن يقع فعلًا لولا أن وصلت الأنباء الحقيقيَّة، ومفادها أنَّ الألمان هلكوا عن بُكرة أبيهم على يد المُسلمين، فتحوَّلت النشوة الصاخبة إلى ذُعر، واجتمع قادة الجيش لِلتشاور فيما يُمكن عمله بعد ذلك.

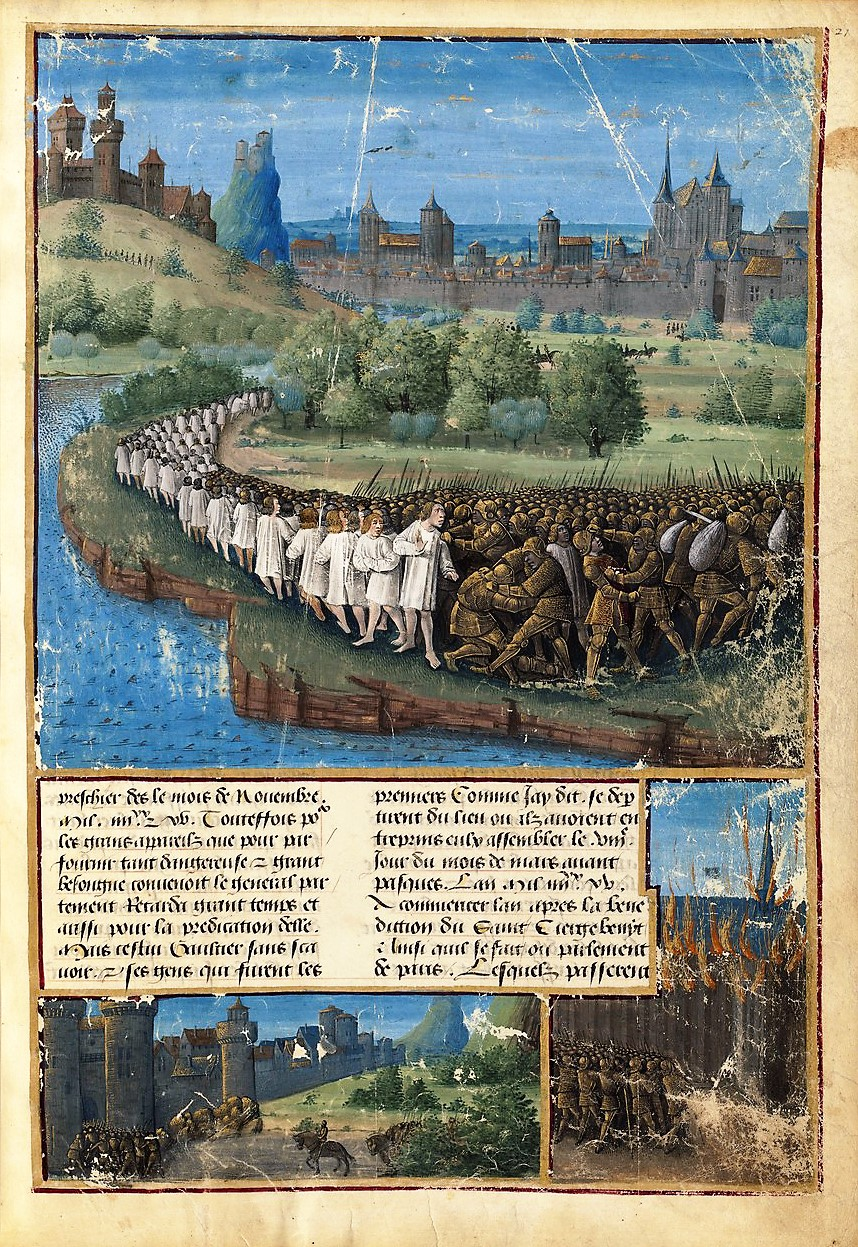
مخطوطة أوروپيَّة قروسطيَّة تُصوِّرُ نهاية حملة الفُقراء الصليبيَّة وإبادة مُعظم جُندها على يد المُسلمين (الرسم العُلوي).

وارتفعت صيحات العوام الصليبيين تُلحُّ إلحاحًا شديدًا ألَّا يسكتوا عن هذه النكبة التي نزلت بِإخوانهم، وتنادوا بِأن يهب الفُرسان والمُشاة لِحمل السلاح لِلخُرُوج ثأرًا لِدم رفاقهم المقتولين، لكنَّ كبار القادة كولتر المُفلس ورينالد البروسي وولتر البريتولي وفولك الأُرليانشي وغيرهم، أقنعوا أتباعهم بِضرورة التريُّث حتَّى يعود بُطرس الناسك من القُسطنطينيَّة في غُضُون ثمانية أيَّام، لكنَّ الفترة المذكورة انقضت دون أن يرجع بُطرس، فثارت ثائرة الجيش مرَّة أُخرى، وحاول القادة المذكورون الحيلولة دون تفاقم الوضع مُجدَّدًا، لكنَّ گودفري بوريل ومن ورائه الرأي العام في الجيش أصرُّوا أنَّ عدم إتاحة الفُرصة لِلانتقام بِالسيف ممن قتلوا إخوانهم إنَّما يرجع إلى الجُبن والحماقة. وهكذا، كانت الغلبة لمشيئة هذه الفئة، وفي فجر يوم 2 ذي القعدة 489هـ المُوافق فيه 21 تشرين الأوَّل (أكتوبر) 1096م، انطلق جيش الصليبيين كُلُّه وقد تجاوز عدده عشرين ألف رجل، تاركًا في «سيڤيتوت» النساء والأطفال والشُيُوخ. وعلى بُعد ثلاثة أميالٍ تقريبًا من المُعسكر، عبر الصليبيُّون واديًا ضيِّقًا مليئًا بِالأشجار، وبرزت لامُبالاتهم وانعدام نظامهم من واقع أنَّهم كانوا يُثيرون الصخب أثناء تقدُّمهم، وفجأةً انهمرت عليهم السهام من الأشجار، فقُتلت الكثير من الخُيُول وفُرسانها الذين تقدَّموا المُشاة، وأُصيب آخرون، فتقهقروا، وتتبعهم المُسلمون وأعملوا فيهم السيف، وسُرعان ما دبَّ الذُعر وسط الجيش وأخذ الجُند كُلَّ مأخذ، وفي دقائق قليلة كان الحشد كُلُّه يولي الأدبار في فوضى عارمة إلى سيڤيتوت. لاحق المُسلمون الصليبيُّون وظفروا بهم مُجددًا في سهلٍ فسيحٍ، فانقضوا عليهم بِسُيوفهم وقتلوا منهم خلقًا كثيرًا، وتمكَّن الباقون من الوُصُول إلى مُعسكرهم، لكنَّ السلاجقة لاحقوهم واقتحموا المُعسكر، وقتلوا كُل من كان فيه من المُقاتلين وسبوا الباقين. ولم يتمكَّن من الهرب إلَّا نحو ثلاثة آلاف صليبيّ توجهوا إلى قلعةٍ قديمةٍ مهجورةٍ على البحر، فأقاموا فيها تحصينات من بقايا الأخشاب والعظام المُتناثرة في أرجائها. وفي تلك الأثناء كان غُبار المعركة قد انقشع، ليتبيَّن أنَّ الغالبيَّة العُظمى من قادة الصليبيين قد قُتلوا، بما فيهمولتر المُفلس. ولم يلبث السلاجقة أن ضربوا حصارًا على القلعة الخربة التي اعتصم فيها الناجون، فقاومهم هؤلاء وتمكَّنوا من صدِّهم، وأرسلوا تحت جُنح الظلام رسولًا إلى القُسطنطينيَّة لِيُخبر أهل السُلطة بِالكارثة التي حلَّت، ويستنجدهم لِإنقاذ القلَّة الباقية على قيد الحياة والمُكابدة لِلحصار الشديد. ولمَّا علم بُطرس بِكُلِّ ذلك، بادر إلى الإمبراطور واستطاع بِتوسُّلاته إليه وتضرُّعاته أن يحمله على إرسال بعض القوارب إلى البر الآسيوي لِإنقاذ الصليبيين، فأبحرت تلك السُفُن في الحال، وما أن وصلت وشاهدها السلاجقة حتَّى رفعوا الحصار وانسحبوا إلى الداخل. ونقل الروم الأحياء من الصليبيين إلى القُسطنطينيَّة حيثُ خُصِّص لهم مكانُ إقامة في الضواحي بعد أن جُرِّدوا من أسلحتهم. وعلى هذا الشكل انتهت حملة الفُقراء الصليبيَّة، التي أثبتت أنها كانت طائشة وعديمة النظام، واستنفذت صبر الإمبراطور البيزنطي ورعيَّته.

## تبعات الحملة
خلال الفترة التي وصل فيها الصليبيُّون إلى القُسطنطينيَّة وعبروا إلى الأناضول، ثُمَّ انهزموا على يد السلاجقة، كان الراهب گُتشلك قد شكَّل جيشًا من المُتشرِّدين والفُقراء الألمان، وزحف بهم في أثر بُطرس الناسك بعد أن ألحق بيهود بلاده مجازر أُخرى. وما أن وصل هذا الجيش إلى الحُدُود المجريَّة حتَّى وجد في استقبالهم الملك كولومان على رأس جيشٍ عظيم، إذ كان قد قرَّر عدم تكرار المهزلة مرَّة أُخرى بعد أن ذاق وشعبه الأمرَّين على يد الصليبيين، فطوَّقهم ومنعهم من التقدُّم لِيوم، ثُمَّ أمر جُنُوده بِدُخُول المُعسكر الصليبي ليلًا وذبح أهله عن آخرهم، فنُفِّذ الأمر بحيثُ لم ينجِ من الغربيين سوى نفرٍ قليلٍ جدًا لاذ بِالفرار. ولا يُعرف كيف تلقَّى بُطرس نبأ هذه الكارثة، لكن يُتفق أنَّ فشل حملة الفُقراء بيَّن لِقادة الصليبيين أنَّ الإيمان وحده بلا حكمةٍ ولا نظامٍ لن يفتح الطريق إلى بيت المقدس. بِالمُقابل، يظهر أنَّ السُلطان السُلجُوقي قلج أرسلان اعتقد أنَّ الحملات القادمة من الغرب لن تعدو أن تكون جماعاتٍ أُخرى من العامَّة غير المُدرَّبين الذين قضى عليهم بِسُهُولةٍ تامَّةٍ، فغادر عاصمته نيقية بُعيد انتصاره، وتوجَّه إلى ملطية لِيُنازع الدانشمنديين مُلكيَّتها، دون تقديرٍ لِجديَّة الغزو الصليبي القادم في أثر حملة الفُقراء. ومَّما زاد في طمأنته، الأُسلُوب البارع الذي انتهجه الإمبراطور البيزنطي ألكسيوس كومنين، عندما بثَّ جواسيسه بين صُفُوف السلاجقة، وأشاعوا أنباء غير حقيقيَّة عن خلافاتٍ مُستحكمةٍ بينه وبين الأُمراء الصليبيين، ممَّا جعل السُلطان السُلجُوقي يعتقد أنَّ هؤلاء لن يتوغَّلوا بعيدًا حتَّى نيقية، بِدليل أنَّهُ ترك زوجته وأولاده وأمواله في المدينة. والحقيقة أنَّ الاستعدادات كانت تجري على قدمٍ وساقٍ في الغرب الأوروپي لتحرُّك الجُيُوش النظاميَّة بِاتجاه ديار الإسلام، فيما سُمِّي بِحملة النُبلاء أو حملة الأُمراء، وهي الحملة التي اشتهرت في التاريخ بِالحملة الصليبيَّة الأولى.

## هوامش
1. ↑  انتشرت حول بُطرس الناسك الكثير من الأساطير خِلال زمن الحملة الصليبيَّة الأولى والقُرُون التالية، منها أنَّهُ كان رجُلًا لا يمسُّ اللحم ولا النبيذ، وأنَّهُ سافر لِلحجِّ في بيت المقدس قُبيل انعقاد مؤتمر كليرمونت، وهذا عكس ما تُفيد به روايات أُخرى من أنَّهُ حيل بينه وبين الحج بسبب السلاجقة، وبحسب هذه الرواية فإنَّ بُطرسًا أمضى إحدى الليالي داخل كنيسة القيامة في صلاةٍ وصومٍ، ولمَّا أصابه الإنهاك تمدِّد على البلاط لِينام، فظهر لهُ المسيح ودعاه إلى تطهير الأماكن المُقدَّسة ونجدة النصارى والتفريج عنهم في تعاستهم، فاستيقظ بُطرس مُستبشرًا مُطمئنًا بِالرؤيا، ثُمَّ بادر مُسرعًا نحو شاطئ البحر وصعد إلى ظهر سفينة، ووصل إلى رومة حيثُ أخبر البابا بِما جرى معه، وأعلمه أنَّ نصارى الديار المُقدَّسة تعيسون يُعانون الأمرَّين، فوعده البابا أنَّهُ سيتعاون معهُ في الوقت المُناسب بِـ«إخلاصٍ عظيم».[25][26]
2. ↑  كانت الجاليات اليهوديَّة في أوروپَّا الغربيَّة تنتشر على طول الطُرُق التجاريَّة، وقد ظلَّ هؤلاء اليهود طيلة العُصُور الوُسطى على صلةٍ وثيقةٍ بِإخوانهم المزراحيين - في البُلدان الإسلاميَّة أو في الإمبراطوريَّة البيزنطيَّة - ممَّا قوَّى مركزهم التجاري والاقتصادي ومكَّنهم من القيام بِنشاطٍ ماليٍّ كبير وتأسيس عدَّة بُيُوت لِإقراض الأموال لِلأُمراء والفُرسان وغيرهم.[la 33] ومن المعروف أنَّ اليهود كانوا لا يرحمون من يتعامل معهم، فوقع في شباكهم عددٌ كبيرٌ من المدينين المسيحيين، وهؤلاء ساءت أحوالهم الماديَّة نتيجةً لِلفوائد الباهظة التي فرضها اليهود عليهم. ولمَّا جاءت الحُرُوب الصليبيَّة انضمَّ إلى قائمة المدينين عددٌ كبيرٌ من الفُرسان، الذين اضطرُّوا إلى اقتراض الأموال لِإعداد العدَّة وتجهيز أنفُسهم بِالسلاح اللازم لِحربهم المُقدَّسة؛ ممَّا أثار نوعًا من الاستياء العام ضدَّ أولئك المُرابين المُستغلِّين في غرب أوروپَّا.[la 34] أضف إلى ذلك، كان موقف اليهود من مشروع الحرب الصليبيَّة موقفًا مُعاديًا، ففي شهر كانون الأوَّل (ديسمبر) 1095م، كتب اليهود في شمال فرنسا إلى إخوانهم في الإمارات الألمانيَّة يُحذِّرونهم من أنَّ الحركة الصليبيَّة ستعود بِالضرر على اليهود بِعامَّة؛ وبِالتالي فقد أخذ هؤلاء - عن طريق جالياتهم المُنبثَّة في مُختلف أجزاء الغرب الأوروپي - يُعرقلون جُهُود الصليبيين، ويجمعون الأموال ويُحاولون رشوة القادة البارزين كي يعدلوا عن نواياهم.[la 35] وهكذا تجمَّعت لدى الصليبيين مجموعة أهداف لِاضطهاد وقتل اليهود دون هوادة: دينيَّة واقتصاديَّة و«أخلاقيَّة».

### بِاللُغة العربيَّة
1. 1 2 3  طقوش (2011)، ص. 71-73.
2. ↑  الخضري (2020)، ص. 439.
3. 1 2  طقوش (2007)، ص. 272-273، 275.
4. 1 2  الأنطاكي (1990)، ص. 278-280.
5. ↑  ابن خلكان (1977)، ص. 293-294.
6. ↑  الأنطاكي (1990)، ص. 305.
7. ↑  حتي (1972)، ص. 222.
8. 1 2 3  جحا وآخرون (1972)، ص. 69.
9. 1 2  قاسم (1990)، ص. 20-23.
10. ↑  الحموي (1977)، ص. 209.
11. 1 2 3  عاشور (2010)، ص. 45.
12. ↑  أرنولد (1970)، ص. 69-70.
13. ↑  طقوش (2011)، ص. 43.
14. ↑  ابن الأثير (1997)، ص. 388-389.
15. 1 2 3  عاشور (2010)، ص. 34-35.
16. ↑  عاشور (1959)، ص. 63.
17. ↑  عاشور (1959)، ص. 78-79.
18. ↑  بن موسى (1979)، ص. 57.
19. 1 2 3  الحريري (1899)، ص. 5-6.
20. ↑  الصوري (1991)، ص. 101-102.
21. ↑  الشارتري (1990)، ص. 37.
22. 1 2 3 4 5  عاشور (2010)، ص. 111-113.
23. ↑  الصوري (1991)، ص. 109.
24. ↑  عباس (2019)، ص. 184.
25. ↑  زكار (1995)، ص. 75-76.
26. ↑  حمودي (2011)، ص. 589.
27. ↑  الصوري (1991)، ص. 106.
28. ↑  قاسم (1999)، ص. 119.
29. ↑  رايلي سميث (1999)، ص. 99-100.
30. ↑  طقوش (2011)، ص. 73.
31. 1 2 3 4 5 6 7 8  الصوري (1991)، ص. 112-115.
32. 1 2 3 4 5  رونسيمان (1994)، ص. 112-114.
33. 1 2  السرجاني (2009)، ص. 68-69.
34. ↑  الصوري (1991)، ص. 116.
35. 1 2 3 4 5  الصوري (1991)، ص. 117-122.
36. 1 2 3  رونسيمان (1994)، ص. 214-216.
37. ↑  طقوش (2011)، ص. 75.
38. 1 2 3 4 5 6  رونسيمان (1994)، ص. 217-220.
39. 1 2 3 4 5  الصوري (1991)، ص. 123-125.
40. ↑  بن موسى (1979)، ص. 63.
41. ↑  عاشور (2010)، ص. 115.
42. ↑  لوبون (2013)، ص. 335.
43. 1 2 3 4  الصوري (1991)، ص. 125-128.
44. 1 2 3 4 5 6 7 8 9  رونسيمان (1994)، ص. 221-224.
45. ↑  مجهول (1958)، ص. 193.
46. ↑  الصوري (1991)، ص. 130.
47. ↑  بن موسى (1979)، ص. 65-66.
48. ↑  طقوش (2002)، ص. 81-82.

### بِلُغاتٍ أوروپيَّة
1. ↑  France (1996), p. 159.
2. ↑  Williams (2001), p. 48.
3. 1 2 3  Bradbury (2004), p. 194.
4. 1 2  Norwich (1996), p. 33-35.
5. ↑  Chazan (1996), p. 55–60, 127.
6. ↑  Madden (2005), p. 35.
7. ↑  Thompson (1928), p. 392.
8. ↑  Heyd (1885), p. 397.
9. ↑  Boissonnade (1964), p. 85.
10. ↑  Heaton (1966), p. 95.
11. ↑  Painter (1951), p. 51.
12. ↑  Setton (1969), p. 226-227.
13. ↑  Bréhier (2004), p. 294-296.
14. ↑  Runciman (1951), p. 101-102.
15. ↑  Chalandon (1900), p. 156.
16. ↑  Norwich (1995), p. 30.
17. ↑  Michaud (1825), p. 92-94.
18. ↑  Chalandon (1925), p. 37-41.
19. ↑  Le Bas (1866), p. 729.
20. ↑  Peters (1971), p. 31.
21. ↑  Britannica (1911A), p. 192.
22. ↑  Chalandon (1925), p. 44-45.
23. ↑  Runciman (1951), p. 108-109.
24. ↑  Britannica (1911B), p. 294.
25. ↑  Bréhier (1913), p. 1.
26. ↑  Riley-Smith et al..
27. ↑  Riley-Smith et al.(A).
28. ↑  Riley-Smith et al.(B).
29. ↑  Guibert de Nogent et al. (1997), p. 79.
30. ↑  Riley-Smith (1998), p. 43.
31. ↑  Golb (1998), p. 123.
32. ↑  Mentgen (2005), p. 153.
33. ↑  Pirenne (2006), p. 133-134.
34. ↑  Thompson (1928), p. 394.
35. ↑  Runciman (1951), p. 135-136.
36. ↑  Schama (2014), p. 298–299.
37. ↑  Runciman (2004), p. 65.
38. 1 2  Kantor (2005), p. 186.
39. ↑  Deutsch et al. (1906), p. 560.
40. ↑  Chazan (1996), p. 122.
41. ↑  Golb (1998), p. 124-125.
42. ↑  Nirenberg (2002), p. 279.
43. ↑  Chazan (2002), p. 21-22.
44. ↑  Baldwin (2020).
45. ↑  Runciman (2006), p. 283.
46. ↑  Runciman (1987), p. 131.
47. ↑  Kazhdan (1991), p. 64.

### ثبت المراجع(مُرتَّبة حسب تاريخ النشر)
كُتُب ودوريَّات باللُّغة العربيَّة:
- سيد علي الحريري (1899)، كتاب الأخبار السنيَّة في الحُرُوب الصليبيَّة (ط. 1)، القاهرة: المطبعة العمومية، OCLC:957304682، QID:Q131170426
- مؤرخ مجهول؛ ترجمه وقدَّم لهُ وعلَّق عليه حسن حبشي (1958). أعمال الفرنجة وحُجَّاج بيت المقدس. القاهرة: دار الفكر العربي. ج. 1. {{استشهاد بكتاب}}: تحقق من التاريخ في: |سنة= (مساعدة)
- سعيد عبد الفتاح عاشور (1959)، أورُبَّا العُصُور الوُسطى: النُظُم والحضارة (PDF)، القاهرة: مكتبة النهضة المصرية، QID:Q131155247، مؤرشف من الأصل (PDF) في 2021-09-01
- توماس أرنولد (1970)، الدعوة إلى الإسلام: بحثٌ في تاريخ نشر العقيدة الإسلاميَّة، ترجمة: حسن إبراهيم حسن؛ عبد المجيد عابدين؛ إسماعيل النحراوي (ط. 2)، القاهرة: مطبعة النهضة المصرية، OCLC:1044618092، QID:Q125920029
- شفيق جحا؛ منير البعلبكي؛ بهيج عثمان (1972)، المُصوَّر في التاريخ (ط. 1)، بيروت: دار العلم للملايين، ج. 6، QID:Q119020382
- فيليب حتي (1972)، تاريخ سورية ولُبنان وفلسطين، ترجمة: جورج حداد؛ عبد الكريم رافق، مراجعة: جبرائيل جبور (ط. 3)، بيروت: دار الثقافة، OCLC:891846493، QID:Q127155770
- ابن خلكان (1977)، وفَيَات الأعيان وأنباء أبناء الزمان (PDF)، تحقيق: إحسان عباس (ط. 1)، بيروت: دار صادر، ج. 5، QID:Q131279911، مؤرشف من الأصل (PDF) في 2021-09-01{{استشهاد}}:  صيانة الاستشهاد: ref duplicates default (link)
- ياقوت الحموي (1977)، معجم البلدان (ط. 1)، بيروت: دار صادر، ج. 3، OCLC:1014032934، QID:Q114913343
- تيسير بن موسى (1979)، نظرة عربيَّة على غزوات الإفرنج من بداية الحُرُوب الصليبيَّة حتَّى وفاة نور الدين، طرابلس: الدار العربية للكتاب، OCLC:11290820، QID:Q131170212
- فوشيه الشارتري (1990)، تاريخ الحملة إلى القُدُس 1095 - 1127 (PDF)، ترجمة: زياد عسلي (ط. 1)، عَمَّان: دار الشروق للنشر والتوزيع، OCLC:891834903، QID:Q131180168، مؤرشف من الأصل (PDF) في 2021-08-30
- قاسم عبده قاسم (1 مايو 1990)، ماهية الحروب الصليبية، عالم المعرفة (149)، مدينة الكويت: المجلس الوطني للثقافة والفنون والآداب، OCLC:863847610، QID:Q117619420
- يحيى بن سعيد الأنطاكي (1990)، تاريخ الأنطاکي المعروف بصلة تاريخ أوتيخاء، تحقيق: عمر عبد السلام تدمري، طرابلس: جروس برس، OCLC:886689477، QID:Q116067625
- وليم الصوري (1991)، الحُرُوب الصليبيَّة (PDF)، ترجمة: حسن حبشي، القاهرة: الهيئة المصرية العامة للكتاب، ج. 1، QID:Q131170694، مؤرشف من الأصل (PDF) في 2021-08-30
- ستيفين رونسيمان (1994)، تاريخ الحملات الصليبيَّة، ترجمة: نور الدين خليل (ط. 2)، القاهرة: الهيئة المصرية العامة للكتاب، ج. 1، OCLC:956966940، QID:Q131201989
- سهيل زكار (1995)، مدخل إلى تاريخ الحُرُوب الصليبيَّة: الحركات الدينيَّة في أوروبَّا الوسيطة ودورها في صُنع أحداث الحُرُوب الصليبيَّة"، دمشق: دار الفكر، OCLC:4770228805، QID:Q131244125
- ابن الأثير الجزري (1997). الكامل في التاريخ: ابتداء الدولة السلجوقيَّة والحُرُوب الصليبيَّة، من سنة 432 إلى سنة 520هـ (PDF). تحقيق: عمر عبد السلام تدمري (ط. 1). بيروت: دار الكتاب العربي. ج. 8. ISBN:978-9953-27-014-2. OL:13208788M. QID:Q117084820.
- جوناثان رايلي سميث (1999). الحملة الصليبيَّة الأولى وفكرة الحُرُوب الصليبيَّة (PDF). ترجمة: محمد فتحي الشاعر (ط. 2). القاهرة: الهيئة المصرية العامة للكتاب. ISBN:977-01-6481-X. OCLC:192001303. QID:Q131200221. مؤرشف من الأصل (PDF) في 2021-09-01.
- قاسم عبده قاسم (1999)، الخلفيَّة الأيديولوجيَّة لِلحُرُوب الصليبيَّة: دراسة عن الحملة الأولى 1095 - 1099 (PDF) (ط. 1)، القاهرة: دار عين للدراسات والبحوث الإنسانية والإجتماعية، OCLC:754780758، QID:Q131180724
- محمد سهيل طقوش (2002). تاريخ سلاجقة الروم في آسيا الصُغرى: 470 - 704هـ / 1077 - 1304م (ط. 1). بيروت: دار النفائس للطباعة والنشر والتوزيع. ISBN:9953-18-047-4. OCLC:51569750. OL:16377153M. QID:Q107191931.
- محمد سهيل طقوش (2007). تاريخ الفاطميين في شمالي إفريقية ومصر وبلاد الشَّام: 297 - 567هـ / 910 - 1171م (ط. 2). بيروت: دار النفائس للطباعة والنشر والتوزيع. ISBN:978-9953-18-100-4. OCLC:691272810. OL:21495701M. QID:Q107332886.
- راغب السرجاني (2009). قصَّة الحُرُوب الصليبيَّة: من البداية إلى عهد عماد الدين زنكي (ط. 2). القاهرة: مؤسسة اقرأ. ISBN:977-441-580-9. OCLC:781995823. QID:Q131204606.
- سعيد عبد الفتاح عاشور (2010). الحركة الصليبيَّة: صفحة مُشرقة في تاريخ الجهاد الإسلامي في العُصُور الوُسطى (PDF) (ط. 1). القاهرة: مكتبة الأنجلو المصرية. ISBN:977-05-1657-0. OCLC:1227843506. QID:Q115789145. مؤرشف من الأصل (PDF) في 2021-09-01.
- إمام الشافعي محمد حمودي (يوليو 2011). "الرؤى والأحلام المُقدَّسة: عصر الحُرُوب الصليبيَّة" (PDF). مجلَّة كُليَّة اللغة العربيَّة بأسيوط. جامعة الأزهر وكلية اللغة العربية بأسيوط. ج. 1 ع. 30. DOI:10.21608/jfla.2011.63604. مؤرشف من الأصل (PDF) في 2024-12-02.
- محمد سهيل طقوش (2011). تاريخ الحُرُوب الصليبيَّة: حُرُوب الفرنجة في المشرق (489-690هـ / 6109-1291م) (ط. 1). بيروت: دار النفائس للطباعة والنشر والتوزيع. ISBN:978-9953-18-109-7. OCLC:759406410. OL:25392553M. QID:Q107412813.
- جوستاف لوبون (2013)، حضارة العرب (PDF)، ترجمة: عادل زعيتر، مدينة نصر: مؤسسة هنداوي، QID:Q131209201، مؤرشف من الأصل (PDF) في 2020-11-17
- علي سلطان عباس (2019). "الدعاية والإعلان الصليبي في تعبئة الغرب الأوربي لاحتلال المشرق العربي الإسلامي (490 - 855هـ / 1096 - 1192م)". مجلَّة جامعة كركوك للدراسات الإنسانيَّة. جامعة كركوك. ج. 14 ع. 2. ISSN:1992-1179. مؤرشف من الأصل في 19-11-2020. {{استشهاد بدورية محكمة}}: تحقق من التاريخ في: |سنة= (مساعدة)
- محمد الخضري بك (2020). مُحاضرات تاريخ الأُمم الإسلاميَّة: الدولة العبَّاسيَّة. تحقيق: محمد أحمد إبراهيم (ط. 1). القاهرة: الدار المصرية اللبنانية. ISBN:978-977-795-274-3. OCLC:1222916418. QID:Q131139399.

بِلُغاتٍ أوروپيَّة:
- Michaud, Joseph-François (1825). Histoire des croisades (بالفرنسية). Paris: Chez Ponthieu Libraire. Vol. 1. Archived from the original on 30-10-2020. {{استشهاد بكتاب}}: تحقق من التاريخ في: |سنة= (help)
- Le Bas, Philippe, ed. (1866). "Historiens Occidentaux". Recueil des Historiens des Croisades (بالفرنسية). Imprimerie Royale. Vol. 3.
- Heyd, Wilhelm (1885). Histoire du commerce du Levant au moyen âge (بالفرنسية) (Français ed.). Paris. Vol. 1. Archived from the original on 24-10-2020. {{استشهاد بكتاب}}: تحقق من التاريخ في: |سنة= (help)
- Chalandon, Ferdinand (1900). Les Comnène. 1, Essai sur le règne d'Alexis Ier Comnène (1081-1118) (بالفرنسية). Paris: A. Picard et Fils. Archived from the original on 28-10-2020. {{استشهاد بكتاب}}: تحقق من التاريخ في: |سنة= (help)
- Deutsch, Gotthard; Lewinsky, Abraham; Jacobs, Joseph; Ochser, Schulim (1906). "Worms". Jewish Encyclopedia (بالإنجليزية). Funk & Wagnalls. Vol. 12. Archived from the original on 2020-09-19.
- "Adhemar de Monteil". Encyclopædia Britannica 11th edition (بالإنجليزية). 1911. QID:Q84636023.
- "Peter the Hermit". Encyclopædia Britannica 11th edition (بالإنجليزية). 1911. QID:Q84674584.
- Louis Bréhier (19 Apr 1913). "Peter the Hermit". Catholic Encyclopedia (بالإنجليزية). 11. QID:Q99223658.
- Chalandon, Ferdinand (1925). Histoire de la Première Croisade jusqu'à l'élection de Godefroi de Bouillon (بالفرنسية). Paris: Picard. {{استشهاد بكتاب}}: تحقق من التاريخ في: |سنة= (help)
- Thompson, James Westfall (1928). An Economic And Social History Of The Middle Ages (بالإنجليزية). London: The Century Co. Archived from the original on 25-4-2022. {{استشهاد بكتاب}}: تحقق من التاريخ في: |سنة= (help)
- Painter, Sidney (1951). Mediaeval Society (بالإنجليزية). Ithaca, New York: Cornell University Press. Archived from the original on 25-4-2022. {{استشهاد بكتاب}}: تحقق من التاريخ في: |سنة= (help)
- Runciman, Steven (1951). A History of the Crusades (بالإنجليزية) (1st ed.). Cambridge: Cambridge University Press. Vol. I, The First Crusade and the Foundation of the Kingdom of Jerusalem. {{استشهاد بكتاب}}: تحقق من التاريخ في: |سنة= (help)
- Boissonnade, P.; Translated by Eileen Power (1964). Life and work in medieval Europe; the evolution of medieval economy from the fifth to the fifteenth century (بالإنجليزية). New York: Harper & Row. Archived from the original on 25-4-2022. {{استشهاد بكتاب}}: تحقق من التاريخ في: |سنة= (help)
- Heaton, Herbert (1966). Economic History Of Europe (بالإنجليزية) (Revised ed.). New York: Harper & Row. Archived from the original on 25-4-2022. {{استشهاد بكتاب}}: تحقق من التاريخ في: |سنة= (help)
- Setton, Kenneth Meyer (1969). A History of the Crusades (بالإنجليزية) (2nd ed.). Madison, Wisconsin: University of Wisconsin Press. Vol. I. Archived from the original on 27-10-2020. {{استشهاد بكتاب}}: تحقق من التاريخ في: |سنة= (help)
- Peters, Edward, ed. (1971). The First Crusade (بالإنجليزية). Philadelphia: University of Pennsylvania Press. ISBN:0812210174.{{استشهاد بكتاب}}:  صيانة الاستشهاد: ref duplicates default (link)
- Runciman, Steven (1987). A History of the Crusades (بالإنجليزية). Cambridge University Press. Vol. 1. ISBN:9780521347709. Archived from the original on 2019-03-31. Retrieved 2013-10-21.{{استشهاد بكتاب}}:  صيانة الاستشهاد: ref duplicates default (link)
- Kazhdan, Alexander, ed. (1991). Oxford Dictionary of Byzantium (بالإنجليزية). New York: Oxford University Press. ISBN:9780195046526.{{استشهاد بكتاب}}:  صيانة الاستشهاد: ref duplicates default (link)
- Norwich, John J. (1995), Byzantium: The Decline and Fall (بالإنجليزية), Alfred A. Knopf, Inc., ISBN:9780679416500{{استشهاد}}:  صيانة الاستشهاد: ref duplicates default (link)
- Chazan, Robert (1996). European Jewry and the First Crusade (بالإنجليزية). U. of California Press. ISBN:9780520917767. Archived from the original on 2019-05-27.{{استشهاد بكتاب}}:  صيانة الاستشهاد: ref duplicates default (link)
- France, John (1996). Victory in the East: a military history of the First Crusade (بالإنجليزية) (2nd ed.). Cambridge: Cambridge University Press. ISBN:0521419697. Archived from the original on 10-10-2020. {{استشهاد بكتاب}}: تحقق من التاريخ في: |سنة= (help)
- Norwich, John Julius (1996). Byzantium: The Decline and Fall (بالإنجليزية). Knopf. ISBN:0679416501. Archived from the original on 10-10-2020. {{استشهاد بكتاب}}: تحقق من التاريخ في: |سنة= (help)
- Guibert de Nogent, Guibert; Robert Levine; Guibertus de Novigento (1997). The Deeds of God Through the Franks: A Translation of Guibert de Nogent's Gesta Dei Per Francos (بالإنجليزية) (illustrated ed.). Woodbridge, Suffolk: Boydell & Brewer Ltd. ISBN:0851156932. Archived from the original on 8-11-2020. {{استشهاد بكتاب}}: تحقق من التاريخ في: |سنة= (help)
- Golb, Norman (1998). The Jews in Medieval Normandy: A Social and Intellectual History (بالإنجليزية) (illustrated ed.). Cambridge: Cambridge University Press. ISBN:0521580323. Archived from the original on 8-11-2020. {{استشهاد بكتاب}}: تحقق من التاريخ في: |سنة= (help)
- Riley-Smith, Jonathan (1998). The First Crusaders, 1095-1131 (بالإنجليزية) (illustrated ed.). Cambridge: Cambridge University Press. ISBN:0521646030. Archived from the original on 8-11-2020. {{استشهاد بكتاب}}: تحقق من التاريخ في: |سنة= (help)
- Williams, Paul L. (2001). The Complete Idiot's Guide to the Crusades (بالإنجليزية) (1st ed.). London: Penguin. ISBN:1101199288. Archived from the original on 10-10- 2020. {{استشهاد بكتاب}}: تحقق من التاريخ في: |سنة= and |تاريخ أرشيف= (help)
- Chazan, Robert (2002). The Anti Jewish Violence of 1096: Perpetrators and Dynamics. In: Abulafia A.S. (eds) Religious Violence between Christians and Jews (بالإنجليزية). London: Palgrave Macmillan. ISBN:9781403913821. Archived from the original on 13-7-2018. {{استشهاد بكتاب}}: تحقق من التاريخ في: |سنة= (help)
- Nirenberg, David (2002). Medieval Concepts of the Past: Ritual, Memory, Historiography (بالإنجليزية) (illustrated ed.). Cambridge: Cambridge University Press. ISBN:0521780667. Archived from the original on 2020-12-11. {{استشهاد بكتاب}}: تحقق من التاريخ في: |سنة= (help)
- Bradbury, Jim (2004). The Routledge Companion to Medieval Warfare (PDF) (بالإنجليزية). Routledge. ISBN:0203644662. Archived from the original (PDF) on 10-10-2020. {{استشهاد بكتاب}}: تحقق من التاريخ في: |سنة= (help)
- Bréhier, Louis (2004). Louis BréhierMembre de l’Institut Le monde byzantin: Vie et mort de Byzance (PDF) (بالفرنسية) (electronic ed.). Archived from the original (PDF) on 1-10-2020. {{استشهاد بكتاب}}: تحقق من التاريخ في: |سنة= (help)
- Runciman, Steven (2004). The First Crusade (بالإنجليزية). Cambridge University Press. ISBN:9780521611480. Archived from the original on 2020-08-05.
- Kantor, Máttis (2005). Codex Judaica: Chronological Index of Jewish History, Covering 5,764 Years of Biblical, Talmudic & Post-Talmudic History (بالإنجليزية). Zichron Press. ISBN:9780967037837. Archived from the original on 2020-11-13.
- Madden, Thomas (2005). Crusades The Illustrated History (بالإنجليزية). Ann Arbor: University of Michigan Press. ISBN:0847694291. Archived from the original on 2021-08-31.{{استشهاد بكتاب}}:  صيانة الاستشهاد: ref duplicates default (link)
- Mentgen, Gerd (2005). Richard S. Levy (ed.). Antisemitism: A Historical Encyclopedia of Prejudice and Persecution (بالإنجليزية) (illustrated ed.). ABC-CLIO. Vol. 1. ISBN:1851094393. Archived from the original on 12-11-2020. {{استشهاد بكتاب}}: تحقق من التاريخ في: |سنة= (help)
- Pirenne, Henri (2006). An Economic and Social History of Medieval Europe (بالإنجليزية) (Redundant ed.). Taylor & Francis. ISBN:9780415377935. Archived from the original on 19 نوفمبر 2020. {{استشهاد بكتاب}}: تحقق من التاريخ في: |سنة= (help)
- Runciman, Steven (2006). "The First Crusade: Constantinople to Antioch" (PDF). In M. W. Baldwin (ed.). A History of the Crusades: The First Hundred Years (بالإنجليزية). University of Wisconsin Press. ISBN:9780299048341. Archived from the original (PDF) on 2021-08-30. Retrieved 2020-11-20.{{استشهاد بكتاب}}:  صيانة الاستشهاد: ref duplicates default (link)
- Schama, Simon (2014). The Story of the Jews: Finding the Words 1000 BC-1492 AD (بالإنجليزية) (Redundant ed.). New York: Vintage Books. ISBN:9780062339447. Archived from the original on 13-11-2020. {{استشهاد بكتاب}}: تحقق من التاريخ في: |سنة= (help)
- Baldwin, Marshall W. (October 22 2020). "Preparations for the Crusade". Encyclopædia Britannica (بالإنجليزية). Encyclopædia Britannica. Archived from the original on 26 أكتوبر 2020. {{استشهاد بموسوعة}}: تحقق من التاريخ في: |تاريخ= (help)
- J. S. C. Riley-Smith, Jonathan Phillips, Alan V. Murray, Guy Perry and Nicholas Morton. "Drogo unknown of Nesle". A Database of Crusaders to the Holy Land (بالإنجليزية). Archived from the original on 2020-11-08. Retrieved 2020-11-08.{{استشهاد ويب}}:  صيانة الاستشهاد: أسماء متعددة: قائمة المؤلفين (link)
- J. S. C. Riley-Smith, Jonathan Phillips, Alan V. Murray, Guy Perry and Nicholas Morton. "Hartmann I married of Dillingen". A Database of Crusaders to the Holy Land (بالإنجليزية). Archived from the original on 2020-11-08. Retrieved 2020-11-08.{{استشهاد ويب}}:  صيانة الاستشهاد: أسماء متعددة: قائمة المؤلفين (link)
- J. S. C. Riley-Smith, Jonathan Phillips, Alan V. Murray, Guy Perry and Nicholas Morton. "Thomas married of Marle". A Database of Crusaders to the Holy Land (بالإنجليزية). Archived from the original on 2020-11-08. Retrieved 2020-11-08.{{استشهاد ويب}}:  صيانة الاستشهاد: أسماء متعددة: قائمة المؤلفين (link)

## وصلات خارجيَّة
- أمينة البيطار (16 تشرين الأوَّل [أكتوبر] 2006). "رُؤية مُعاصرة للحملة الصليبيَّة الأولى". شبكة الألوكة، نقلًا عن مجلَّة الفكر الاستراتيجي العربي، العدد الثاني. مؤرشف من الأصل في 19 تشرين الثاني (نوڤمبر) 2024. {{استشهاد ويب}}: تحقق من التاريخ في: |تاريخ= و|تاريخ أرشيف= (مساعدة)
- مريم السيِّد (22 أيَّار [مايو] 2024). "الحملات الصليبيَّة واليهود". رؤيا للبُحُوث والدراسات. مؤرشف من الأصل في 19 تشرين الثاني (نوڤمبر) 2024. {{استشهاد ويب}}: تحقق من التاريخ في: |تاريخ= و|تاريخ أرشيف= (مساعدة)
- الحُرُوب الصليبيَّة - الجُزء الأوَّل: الصدمة، على يوتيوب. وثائقي يتحدَّث عن حملتيّ الفُقراء والنُبلاء، إعداد قناة الجزيرة الوثائقيَّة.